# Războiul de Succesiune Austriacă
Războiul de Succesiune Austriacă (1740–1748) este un eveniment istoric declanșat odată cu moartea împăratului romano-german Carol al VI-lea, care instituise în timpul vieții sale Pragmatica Sancțiune, recunoscută inițial de toate puterile europene. Împotriva Mariei Terezia, fiica împăratului defunct, s-au ridicat următorii principi, care au emis pretenții asupra  Țărilor Ereditare Austriece : Carol Albert de Bavaria, căsătorit cu Maria Amalia, fiica cea mică a împăratului Iosif I, fratele mai mare al defunctului Carol al VI-lea; Filip al V-lea al Spaniei, din dinastia de Bourbon, care succedase liniei spaniole a Casei de Habsburg, respectiv Frederic August al Saxoniei, căsătorit cu Maria Josepha, fiica cea mare a împăratului Iosif I.
Regele Frederic al II-lea al Prusiei s-a folosit de ocazie pentru a condiționa recunoașterea Mariei Terezia ca succesoare, cu anexarea Sileziei de către Prusia.
Bavaria și Spania s-au aliat împotriva Austriei în anul 1741 prin Tratatul de la Nymphenburg (München), la care au aderat ulterior Prusia, Saxonia, Franța, Suedia, Regatul Napolitan, Palatinatul și Kölnul. Cu Austria s-au aliat Anglia și Țările de Jos, rivalii tradiționali ai Franței.
Un conflict european complicat în care principala problemă a fost dreptul împărătesei Maria Terezia a Austriei să moștenească teritoriile tatălui ei, Carol al VI-lea, Împărat al Sfântului Imperiu Roman, și al soțului ei, Francisc I, să acceadă la titlul imperial. Pretențiile lui Francisc erau contestate de Carol Albert, elector de Bavaria (viitorul Carol al VII-lea, Împărat al Sfântului Imperiu Roman), sprijinit de Frederic al II-lea al Prusiei și Ludovic al XV-lea al Franței. Pe lângă acestea, Filip al V-lea al Spaniei și Maria Terezia erau într-o dispută privind controlul Italiei, iar Anglia contesta dominația Franței și Spaniei în Mediterana în Războiul Urechii lui Jenkins, și lupta pentru controlul Indiei și Americii.
Războiul a început prost pentru Austria. La moartea lui Carol al VI-lea în 1740, Frederic al II-lea a invadat Silezia, care făcea parte din regatul austro-habsburgic al Boemiei. Francezii au cucerit capitala Boemiei, Praga, o armată spaniolă a intrat în partea de nord a Italiei, stăpânită de austrieci, iar Carol Albert a fost ales Sfânt Împărat Roman. Dar după ce capturarea Sileziei de către Frederic al II-lea a fost confirmată prin tratat în 1742, Anglia a venit în ajutorul Austriei, și trupele conduse de George al II-lea al Marii Britanii i-au învins pe francezi la Dettingen in 1743. 
Savoia s-a alăturat Austriei și Angliei în Tratatul de la Worms  din septembrie 1743. În 1744-1745 Frederic II a reintrat în război, hotărât să păstreze Silezia. Între timp, Carol Albert a murit și Francisc I a fost ales Împărat romano-german în schimbul returnării de către Austria a cuceririlor sale din Bavaria către moștenitorul electorului. Frederic al II-lea a obținut o serie de victorii împotriva Austriei, și Tratatul de la Dresda (1745) a confirmat stăpânirea sa asupra Sileziei. Lupta dintre Franța si Anglia s-a intensificat. Francezii au sprijinit invazia iacobită a Angliei, iar în India francezii au cucerit în 1746 regiunea Madras, controlată de englezi, care au câștigat bătălii pe mare: lângă capul Finisterre, Spania, și Belle-Ile, Franța, în 1747. Până în 1748 toți participanții la război erau gata să facă pace, încheiată la Aix la Chapele.

## Fundal

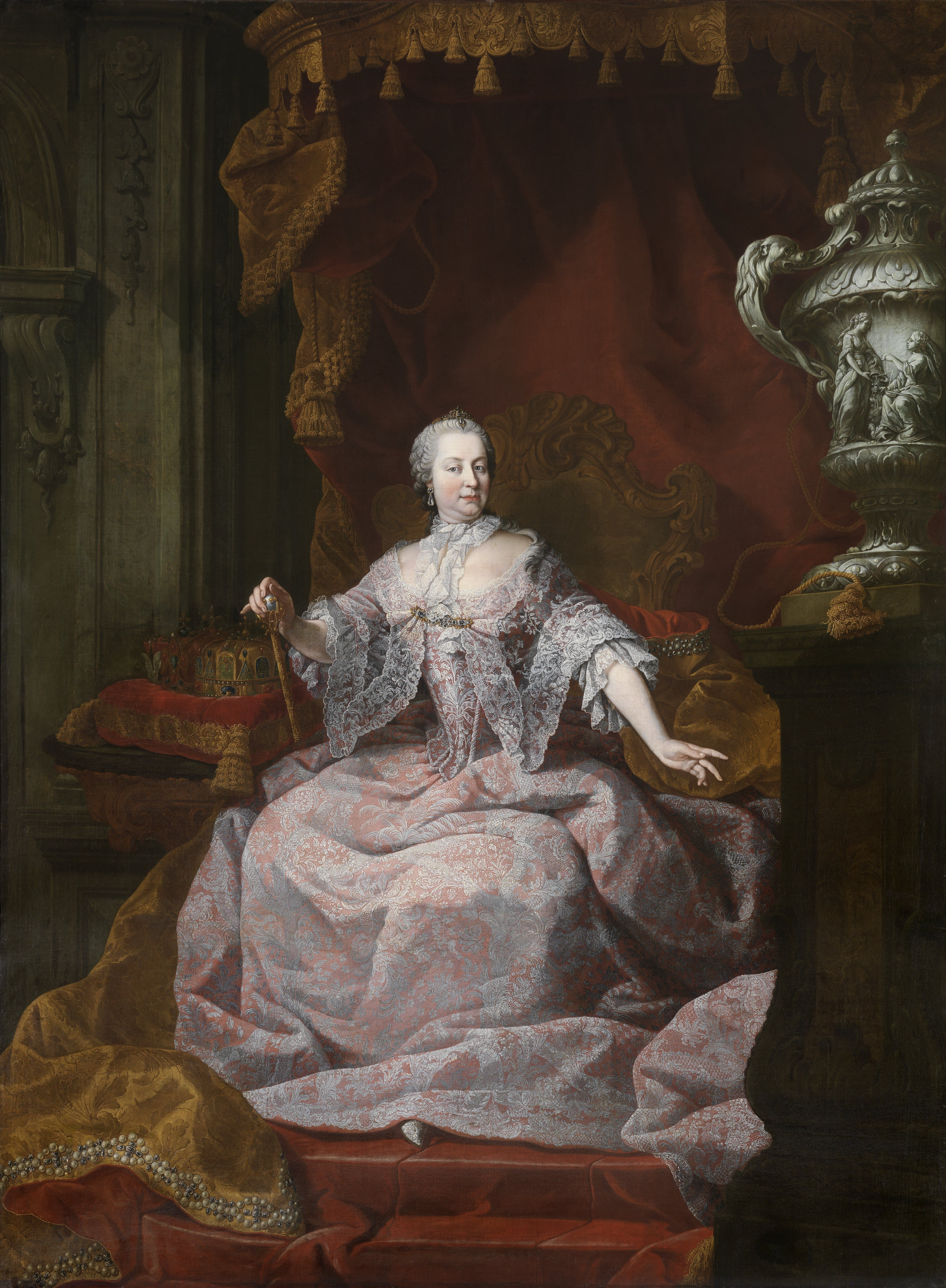
Maria Terezia a Austriei

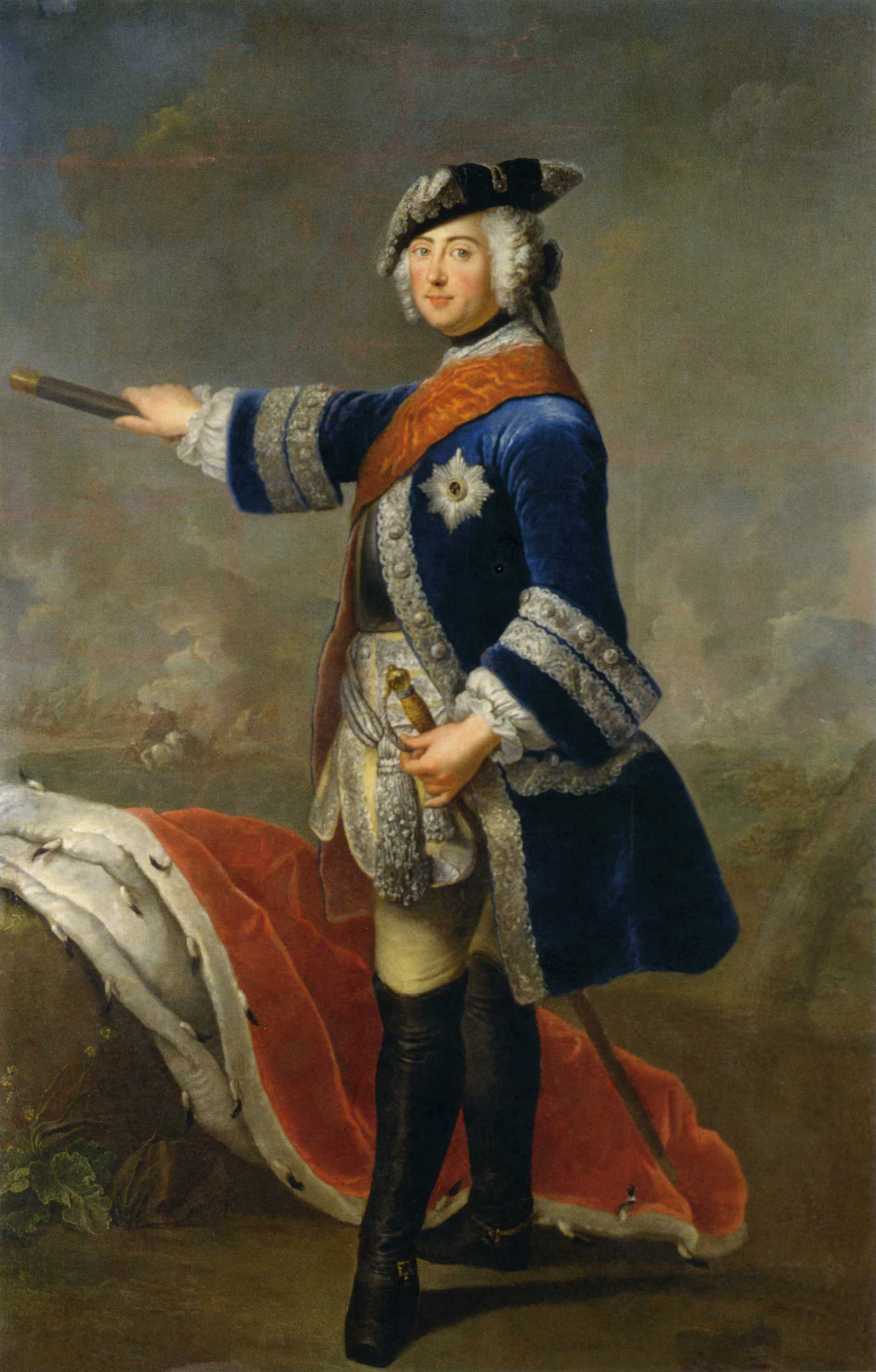
Frederic al II-lea al Prusiei

În 1740, după moartea tatălui său, împăratul Carol al VI-lea al Sfântului Imperiu Roman, Maria Terezia a moștenit titlurile de Arhiducesă a Austriei, Regină a Boemiei, Regină a Ungariei, Mare Principesă a Transilvaniei și Ducesă de Parma. Deși nu a fost niciodată încoronată cu coroana Sfântului Imperiu Roman, era cunoscută ca împărăteasă ca urmare a faptului că a fost căsătorită (din 1736) cu Francisc Ștefan de Lorena (în germană Franz Stephan von Lothringen), care a fost ales împărat romano-german în 1745, purtând numele de Franz I Stephan. 
Tatăl ei a fost împărat romano-german, dar ea, fiind femeie, nu putea deține acest titlu. De aceea, planul ei era să obțină toate teritoriile ereditare austriece, iar soțul ei, Francisc Ștefan, să devină împărat romano-german. Carol al VI-lea a convins majoritatea statelor germane să accepte Pragmatica Sancțiune, diplomă oficială emisă pe 19 aprilie 1713 care prevedea pe de o parte indivizibilitatea țărilor Coroanei Habsburgice, iar pe de altă parte admitea succesiunea feminină la conducerea acestor țări. Pragmatica Sancțiune a devenit necesară deoarece împăratul Carol al VI-lea nu avea descendenți masculini, iar în aceste condiții exista la moartea sa riscul destrămării sau împărțirii țărilor Coroanei Habsburgice.  
Frederic al II-lea al Prusiei nu a acceptat Sancțiunea Pragmatică și la 16 decembrie 1740 a invadat Silezia folosind drept pretext tratatul de la Brieg încheiat în 1537 prin care Hohenzollernii de Brandenburg moșteneau Ducatul Briegului. Maria Terezia, ca femeie, era percepută ca fiind un conducător slab în timp ce alți pretendenți, precum Carol Albert de Bavaria, concurau la coroană ca moștenitori de sex masculin, cu o bază genealogică sigură, fiind gata să moștenească titlul imperial.

## Strategii

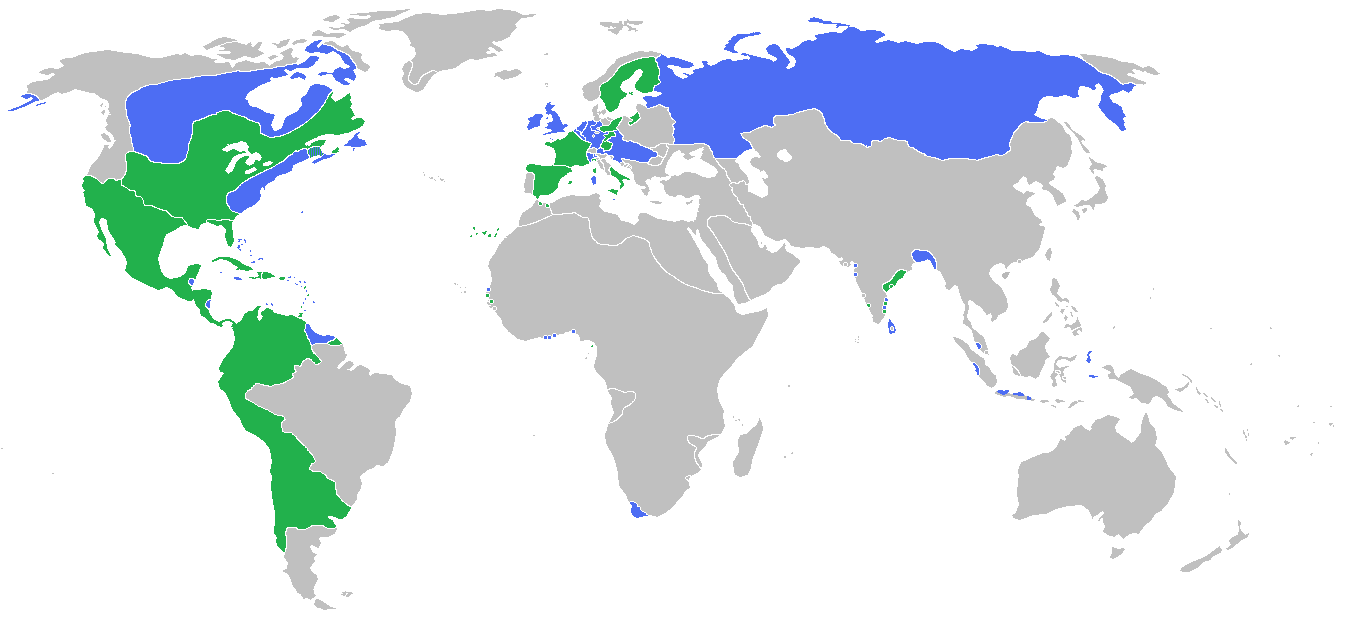
Harta participanților în Războiul de Succesiune Austriacă: albastru-aliații Austriei, Provinciilor Unite și Marii Britanii, verde-aliații Prusiei, Spaniei și Franței

Încă de la începutul secolului al XVIII-lea Franța a abordat războaiele în același mod. Își permitea să-și apere propriile colonii doar oferind un sprijin minim, trimițând un număr limitat de trupe sau soldați neexperimentați, anticipând că lupta pentru colonii va fi pierdută. Această strategie a fost inițiată de Franța din anumiți factori geografici, datorită superiorității flotei navale britanice  ce împiedică Franța să ofere bunuri suficiente și sprijin semnificativ  pentru coloniile sale. Având în vedere necesitățile militare, guvernul francez, pe baza strategiei sale, menținea o majoritate covârșitoare a armatei sale în Europa în speranța că va ieși victorioasă   aproape de casă. La sfârșitul războiului, Franța și-a recuperat teritoriile cucerite și posesiunile de peste mări ca Louisburg, reabilitând status quo anterior.
Britanicii aveau tendința să evite luptele terestre la scară largă pe continent. Căutau să-și compenseze dezavantajul creat în Europa, aliindu-se cu unul sau mai multe puteri continentale ale căror interese erau comune.  
În Războiul de Succesiune Austriac, britanicii s-au aliat cu Austria, străduindu-se în mod activ să urmărească războiul din colonii  odată ce s-au implicat și acestea în război, profitând deplin de puterea sa navală. Britanicii au urmărit o dublă strategie de blocada navală și bombardament asupra porturilor inamice și s-a folosit de capacitatea acestora de a muta trupele pe mare. Au hărțuit transportul maritim al inamicilor și avanposturile inamice, utilizând recruți din coloniile britanice din apropiere, din America de Nord în special, ce avea să devină ulterior scena Războiului de Șapte Ani.

## Invadarea Sileziei

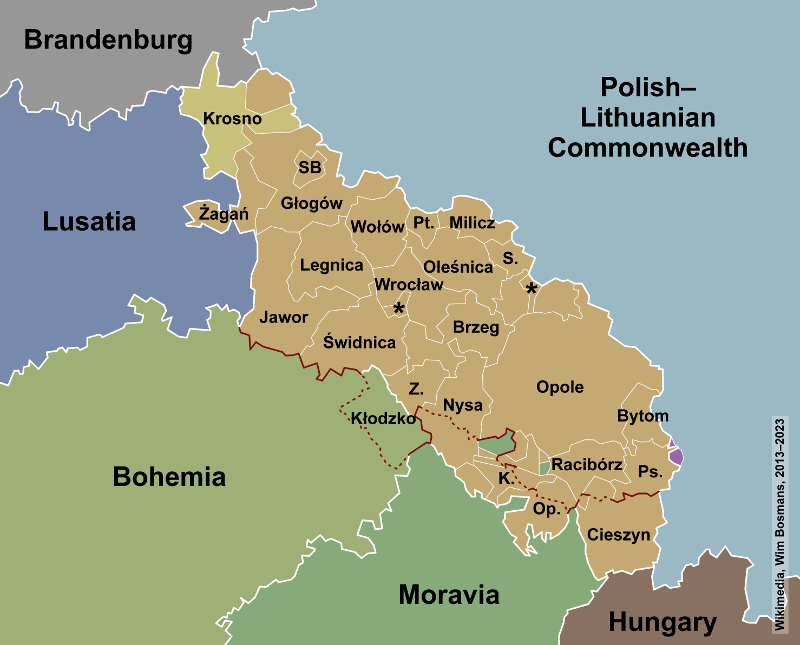
Silesia

În 1740 Prusia era un stat mic, dar bine organizat, fiind o putere emergentă internațională nouă, condusă de un rege bine educat, Frederic al II-lea, care dorea să unifice teritoriile dispersate și împrăștiate ale coroanei austriece într-un stat unitar. Prințul Frederic avea doar 28 de ani când tatăl său, Frederic Wilhelm I al Prusiei, s-a stins la 31 mai 1740 și l-a urmat la tron. Cu toate că Prusia și Austria erau aliați în războiul de succesiune polonez (1733–1738), interesele celor două țări erau diferite atunci când împăratul romano-german, Carol al VI-lea al Sfântului Imperiu Roman, a murit la 20 octombrie 1740. 
Împăratul Carol al VI-lea a lăsat titlurile și posesiunile la dispoziția fiicei sale, Maria Terezia a Austriei, deși legea salică împiedica succesiunea pe linie feminină. Dar încă din timpul vieții, împăratul Carol al VI-lea a obținut consimțământul a multor state germane prin Pragmatica Sancțiune din 1713 pentru a permite fiicei sale să obțină tronul. În timp ce monarhia habsburgică austriacă era distrasă de succesiune, Frederic, la venirea sa pe tron, a respins Pragmatica Sancțiune din 1713 și a invadat Silezia bogată în resurse minerale și cărbune,  la 6 decembrie 1740. În sprijinul invaziei sale, Frederic a folosit tratatul dintre Hohenzollerni și Brieg ca pretext. 
Frederic se temea că alți prinți din Europa se pregăteau să lupte pentru succesiunea și dobândirea titlului imperial. Frederic se temea cel mai adesea de Augustus al III-lea, Elector de Saxonia și rege al Poloniei ce se pregătea să invadeze Silezia și să unească Polonia cu Saxonia. 
Avea experiență militară obținută în armata prusacă în participarea la războiul de succesiune polonez, în campania din Renania din 1733-1735. Prusacii erau ținuți departe de câmpul de bătălie și atacuri decisive fiindcă nimeni de la curtea imperială romano-germană nu avea încredere în aceștia  , și prin urmare, Sfântul Imperiu Roman nu a apelat deseori la prusaci ce le erau vasali. Armata prusacă avea o reputație neinspirată și era considerată a fi una dintre armatele minore ale Sfântului Imperiu Roman. Dar era o armata permanentă alcătuită din 80 000 de soldați, reprezentând 4% din populația de 2,2 milioane de locuitori a Prusiei. Armata prusacă era disproporționată față de mărimea statului apărat. Imperiul Austriac avea 16 de milioane de locuitori, dar armata era numai la jumătatea dimensiunii populației din cauza restricțiilor financiare. Apărarea austriacă părea mai degrabă să fie o „sită” decât un scut împotriva invaziei străine. 
Armata prusacă era una dintre cele mai bine pregătite armate europene. Regele Frederic William I și geniul militar, Leopold I, prinț de Anhalt-Dessau sau „bătrânul Dessauer” au perfecționat armata prusacă. 
Soldatul prusac de infanterie era bine pregătit și bine echipat, putând trage trei focuri pe minut în timp ce austriecii abia dacă puteau să tragă un foc pe minut. Cavaleria și artileria prusacă erau relativ mai puțin eficiente, dar erau de o calitate  bună. Austriecii trebuiau să aștepte mobilizarea armatei datorită recrutărilor pentru a completa forțele de teren. Regimentele prusace erau mobilizate instantaneu. Nu era de mirare că Frederic a fost capabil să anexeze Silezia. Acesta a căutat mai multe avantaje și a inițiat planificări. L-a avut ca ministru de externe pe Heinrich von Podewils ce a negociat în secret un tratat cu Franța pentru a lovi Austria din două părți. În acest fel, Prusia putea să atace Austria din est în timp ce Franța atacă Austria din vest. Tratatul cu Franța a fost semnat în aprilie 1739. 
La începutul lunii decembrie, armata prusacă s-a stabilit în liniște de-a lungul malului râului Oder, iar pe 16 decembrie 1740, fără nicio declarație de război, Frederic a mutat armata peste frontieră, în Silezia. Forțele disponibile ale generalilor austrieci locali nu puteau face față, acestea constând în doar câteva garnizoane ale unor cetăți. S-au retras la frontieră de munte a Boemiei și Moraviei cu doar o mică rămășiță a forțelor disponibile. Dintre fortărețele din Silezia, doar Glogau, Breslau și Brieg au rămas în mâinile austriecilor în urma campaniei inițiate de Frederic. 
Prusacii au reușit să captureze cetatea Ohlau imediat, folosind-o ca pe o baza militară de iarnă și au anexat fortărețele Glogau, Brieg și Neisse. Astfel, Prusia și-a dublat efectiv populația și au obținut câștiguri uriașe în producție și resurse.

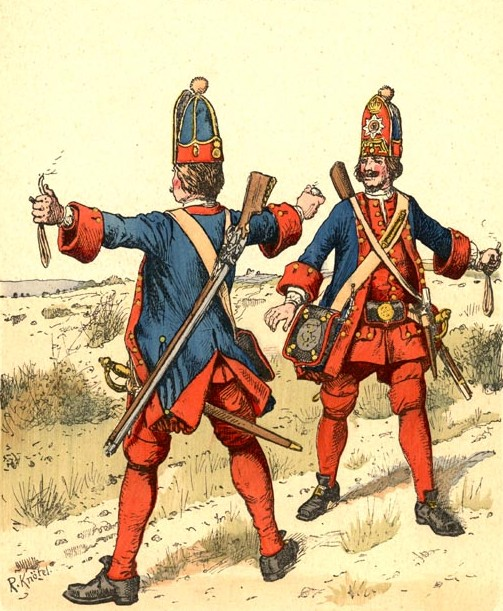
Grenadieri prusaci din 1715
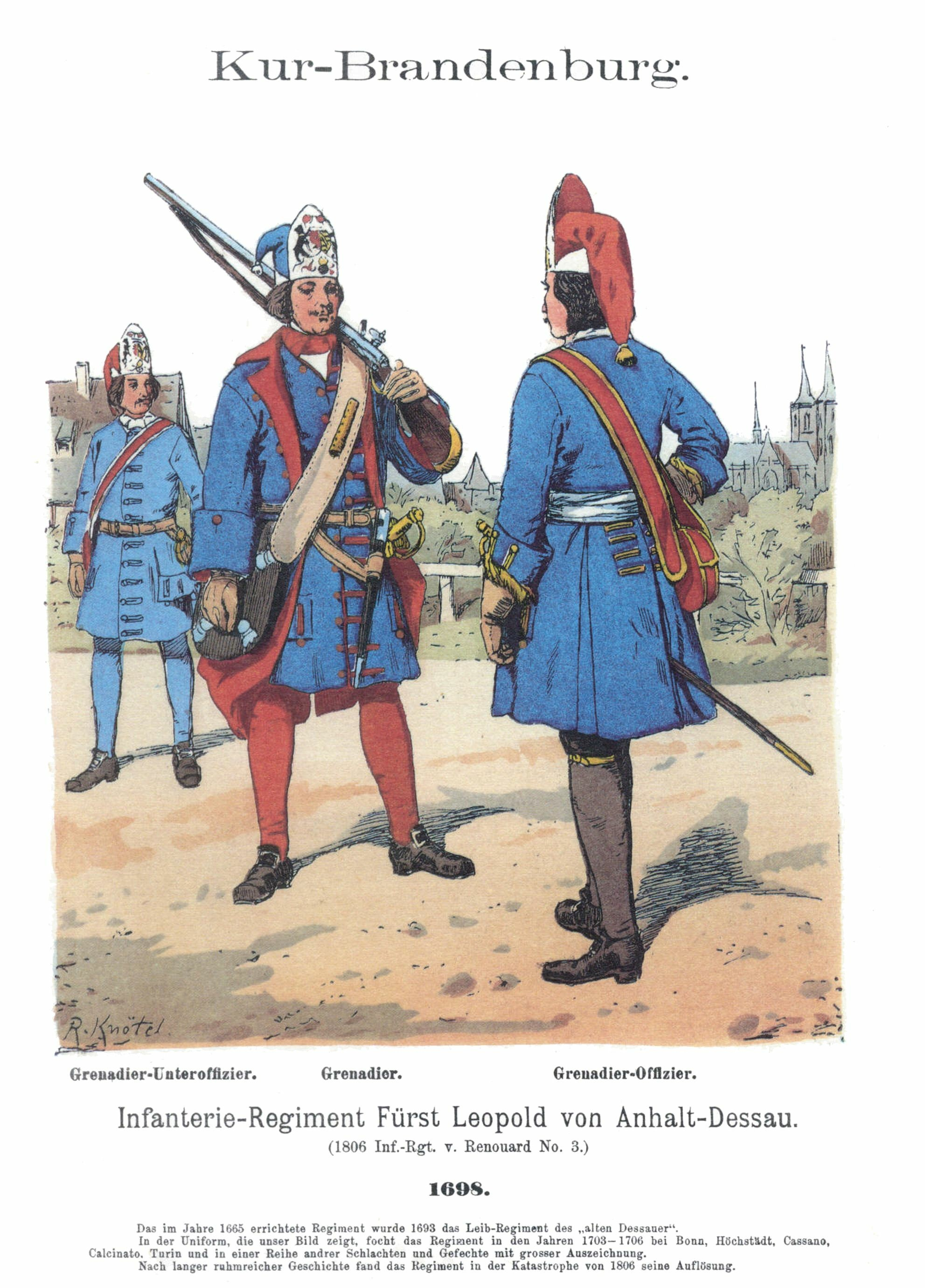
Regimentul infanterist nr. 3 in 1698
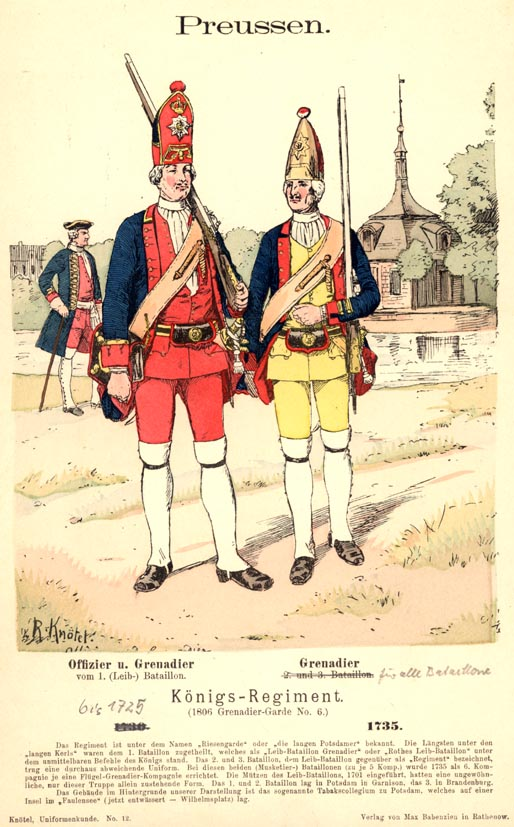
Regimentul Königs( 1725-1735)
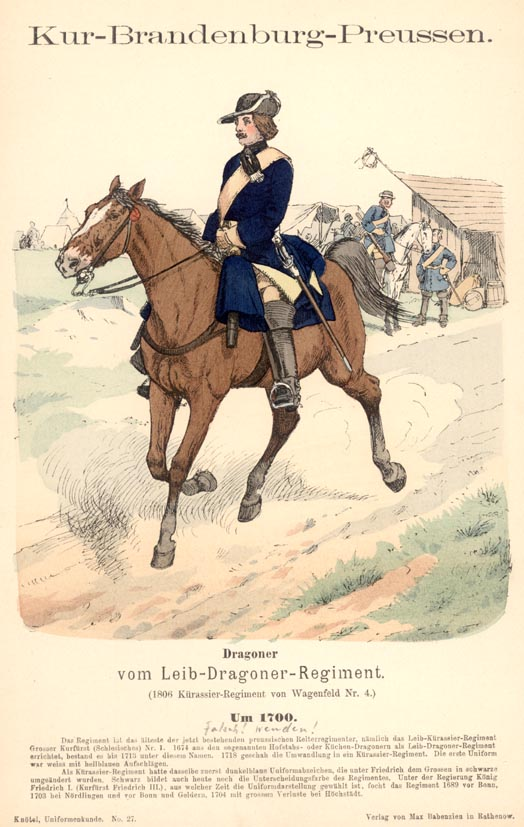
Calaret din regimentul Leib-Dragoner
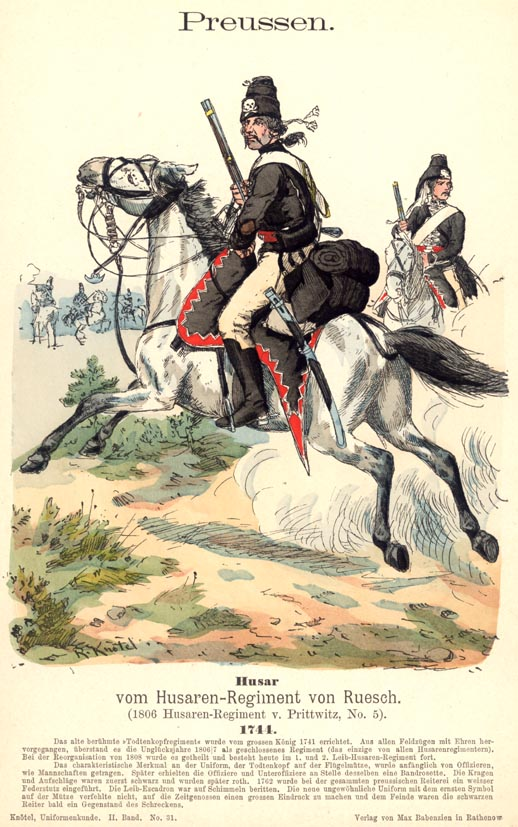
Husar din  Regimentul Husaren  von Ruesch (1744)
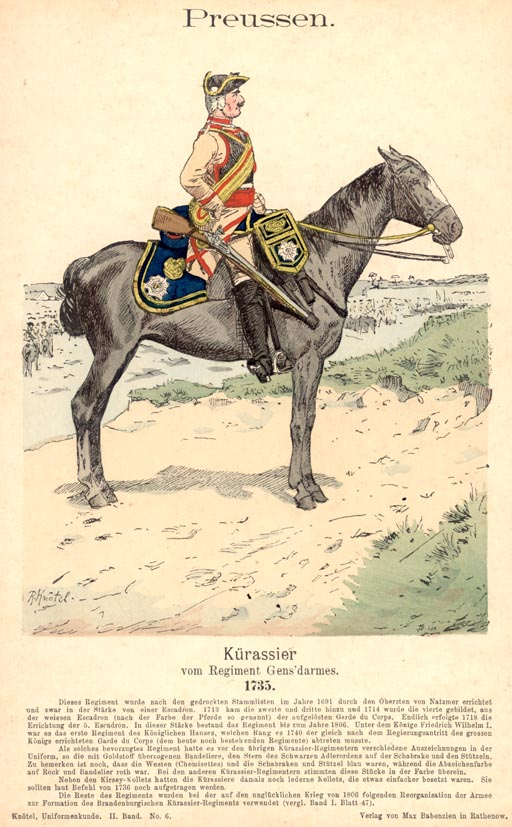
Regiment Gens'darmes(1735)
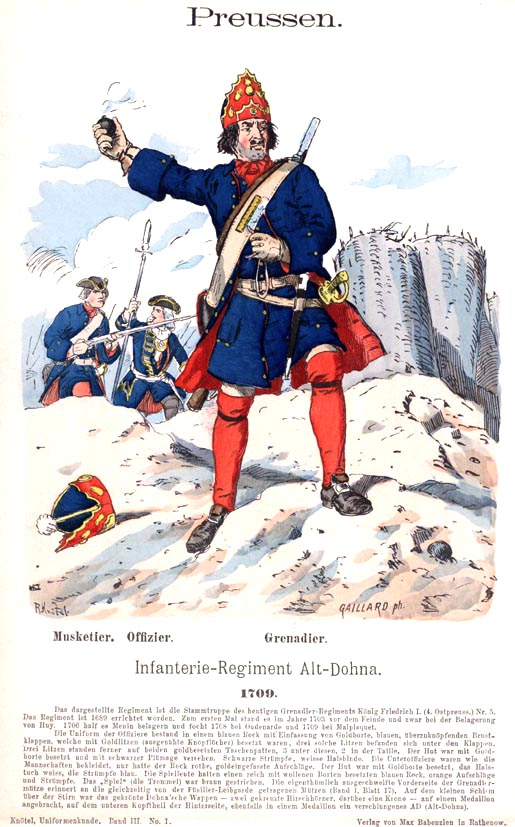
Regiment Alt-Dohna: Muschetar, Ofiter, Grenadier(1709)

## Campanii

### 1741

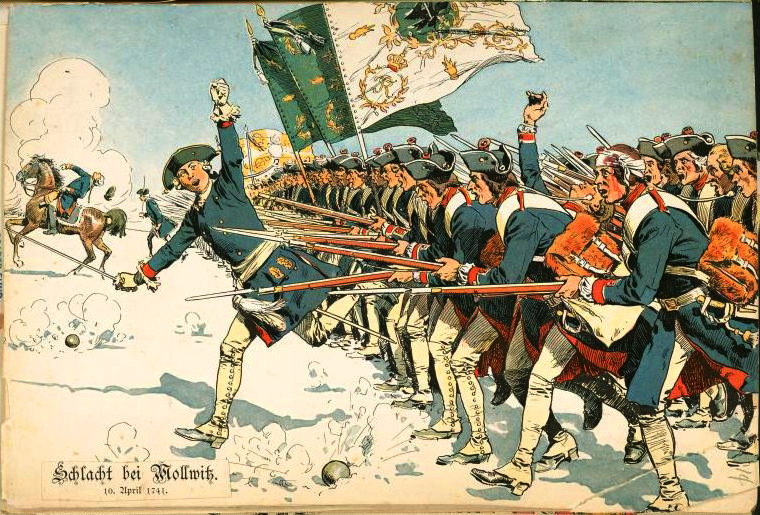
Batalia de la Mollwitz

La începutul anului 1741 armata austriacă condusă de generalul desemnat,  Wilhelm von Reinhard Neipperg,  a plecat din Neisse și a mărșăluit spre Brieg, amenințând să divizeze armata prusacă. La 10 aprilie, armata lui Frederic i-a surprins pe austrieci pe terenurile acoperite de zăpadă la Mollwitz. 
Forțele prusace au avansat spre linia austriacă în două coloane, dar șase regimente de cavalerie austriacă( 4500 -5000 călăreți ) au atacat aripa dreaptă a armatei prusace. Cavaleria austriacă s-a întors apoi spre infanteria neprotejată. Schwerin, comandant prusac, l-a sfătuit pe regele Frederic să părăsească câmpul de luptă căci armata prusacă avea să fie spulberată. Dar regele nu l-a ascultat. A urmat o bătălie haotică: unitățile de infanterie erau dislocate între cele două linii prusace, mulți soldați fugind, alții trăgând accidental în semenii lor, copleșiți de cavaleria austriacă , dar la un moment dat, trupele prusace, bine instruite anterior, au virat în formație disciplinată spre dreapta, trăgând în cavaleria austriacă, cauzându-i pierderi enorme. 
Comandantul cavaleriei austriece, generalul Römer, a fost împușcat fatal în cap. Cu liderii ale ambelor flancuri morți, un ofițer prusac l-a întrebat pe Schwerin dacă ar trebui să se retragă, dar acesta i-a răspuns: „Ne vom retrage peste trupurile dușmanilor noștri”. Un al doilea atac al cavaleriei austriece a avut loc din spate, fiind respinsă de forțele prusace. Infanteria prusacă a avansat spre linia austriacă, trăgând 4-5 focuri pe minut spre inamici. Astfel, Frederic a obținut victoria.

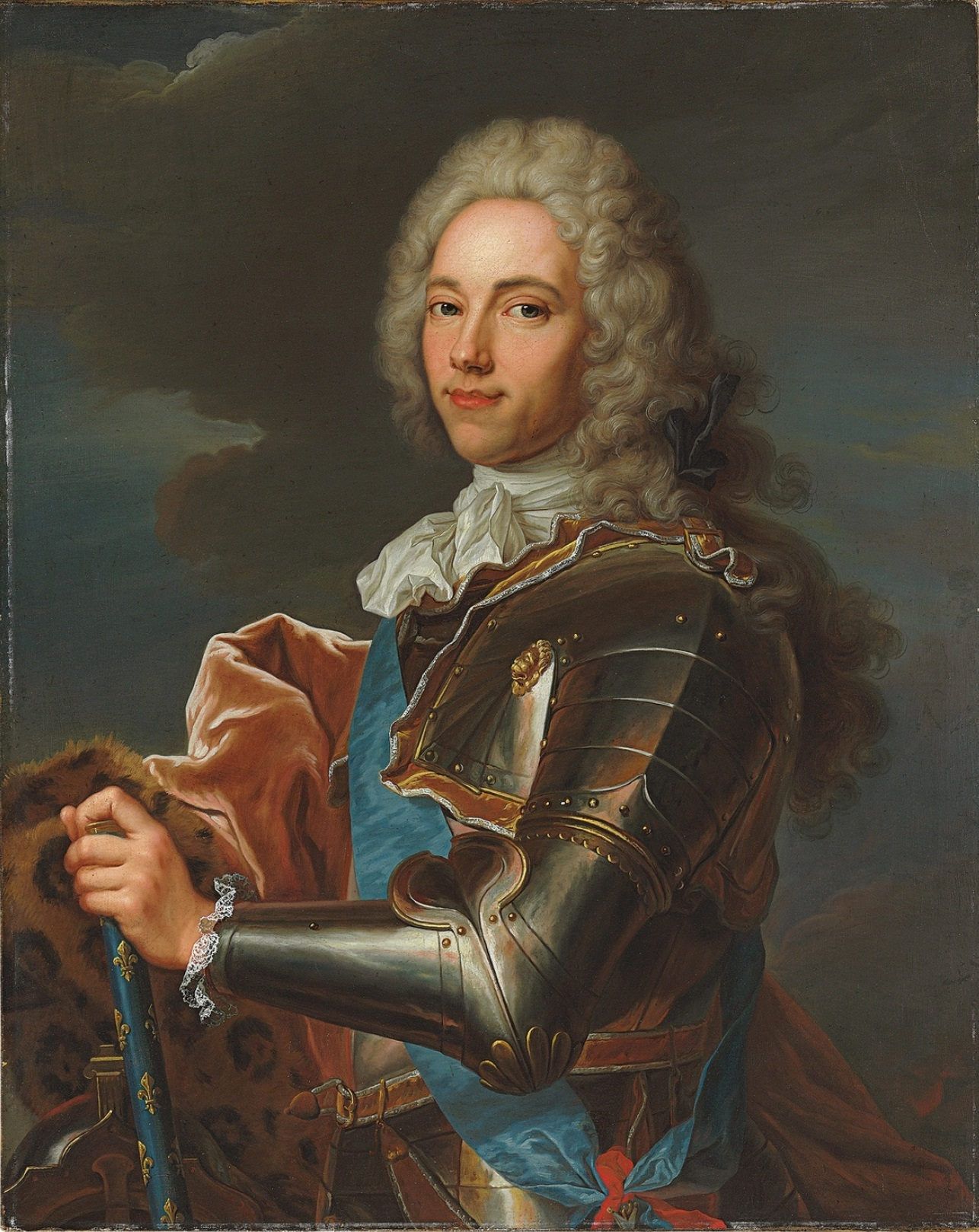
François-Marie de Broglie, comandant francez

La 5 iunie Frederic a obținut alianța cu francezii împotriva austriecilor, semnând Tratatul de la Breslau. La 15 august, francezii sub comanda lui  François-Marie de Broglie, veteran din Războiul de Succesiune Spaniol și Războiul de Succesiune Polonez, au traversat Rinul și și-au unit forțele cu cele ale electorului bavarez pe Dunăre și au avansat spre Viena. Forțele combinate din francezi și bavarezi au capturat orașul Linz la 14 septembrie. Obiectivul s-a schimbat, aliații anti-austrieci avansând în trei corpuri separate la mare distanță până la Praga. Un corp francez s-a mutat în Amberg și Pilsen. Corpul bavarez a mărșăluit pe Budweis și Saxonia care s-a alăturat în războiul împotriva Austriei, invadând Boemia de pe valea Elba.
Austriecii puteau să mențină o mică rezistență, cu mult timp înainte ca o forță considerabilă să intervină la Tábor între Dunăre și Aliați, iar trupele austriece, inclusiv cele conduse de Nepperg au fost transferate din Silezia înapoi spre vest pentru a apăra Viena de francezi. 
Cu mai puține trupe austriece în Silezia, sarcina lui Frederic de anexare a teritoriului a devenit mai ușoară. Cetățile rămase în Silezia au fost anexate de prusaci. Înainte să plece din Silezia, generalul austriac Neipperg a încheiat o înțelegere cu Frederic, așa-numitul acord Klein-Schnellendorf pe 9 octombrie 1741. Prin acest acord, cetatea Neisse a fost predată după asediu, iar prusacii au fost de acord să le permită austriecilor libera trecere la întoarcere. 
În același timp, ungurii au mers cu entuziasm la război, la apelul personal al Mariei Terezia în septembrie 1741, pentru a sprijini armata regulată cu forțe de 60 000 de trupe de infanterie ușoară. O armată proaspăt mobilizată, comandată de mareșalul Khevenhüller la Viena, aveau să ducă o operațiune de ofensivă pe timp de iarnă împotriva forțelor franco-bavareze în Bohemia și împotriva armatei bavareze rămase pe Dunăre pentru a apăra electoratul. 

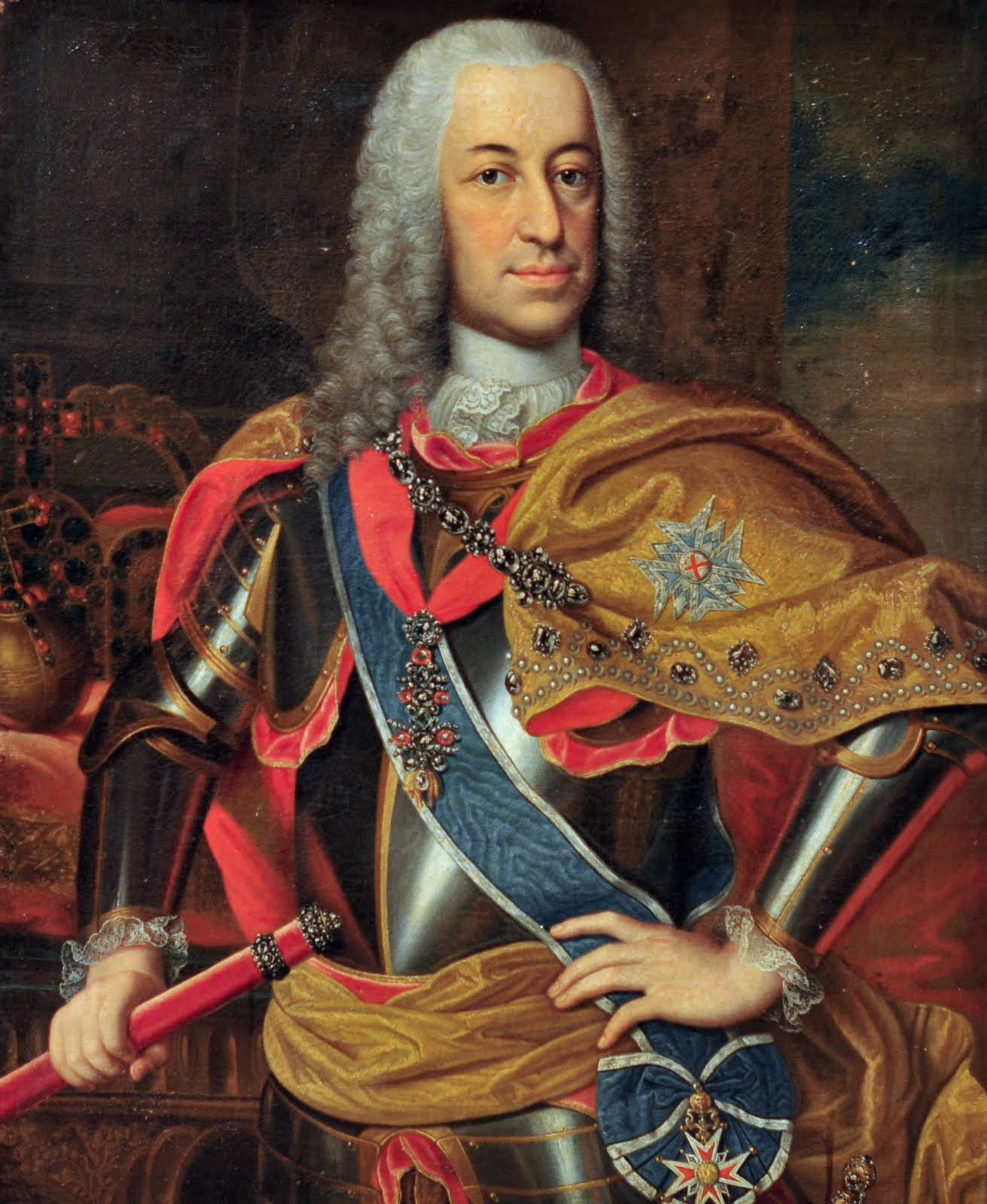
Carol al VII-lea

La 26 noiembrie 1741 francezii au asediat Praga, iar Francis Stephen, soțul Mariei Terezia a ordonat austriecilor din Bohemia să înainteze încet pentru a salva cetatea. La 9 decembrie 1741, electorul de Bavaria  a fost încoronat ca rege al Boemiei, iar pe 24 ianuarie 1742, a fost ales ca împărat drept Carol al VII-lea al Sfântului Imperiu Roman. 

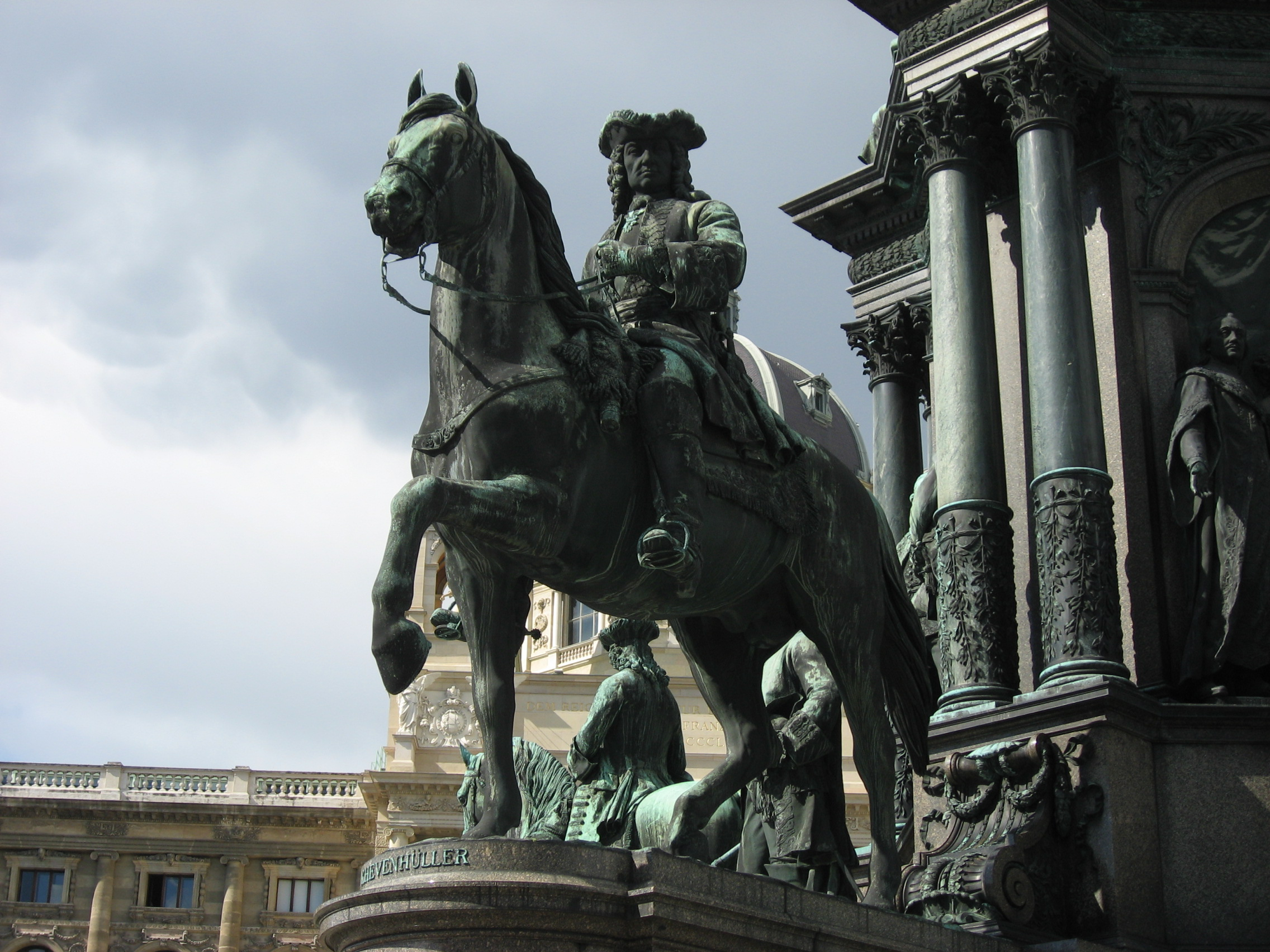
Ludwig Andreas von Khevenhüller

Luna decembrie a fost plină de încăierări în Boemia. Pe Dunăre, Khevenhüller a avansat rapid pe 27 decembrie, înconjurând  aliații franco-bavarezi în Linz și presându-i  în Bavaria. München s-a predat austriecilor chiar în ziua încoronării lui Carol al VII-lea. 
La încheierea primei etape a  campaniei franceze, sub mareșalul de Broglie, armata franceză s-a menținut în centrul Boemiei, amenințată de armata austriacă, iar Khevenhüller nu a fost întâmpinat fără nicio opoziției în Bavaria. 
Frederic a fost nevoit să încheie un armistițiu secret cu Austria, și prin urmare, a rămas inactiv în Silezia.

### 1742

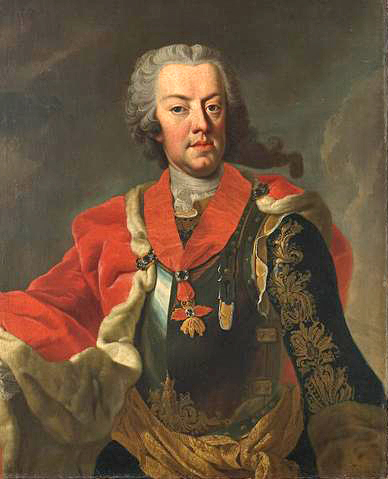
Printul Carol de Lorraine

Frederic a sperat la un armistițiu pentru a menține Silezia sub controlul său. Dar succesele lui Khevenhüller și insurecția Ungariei, precum și opoziția Mariei Terezia au devenit mai ferme. Ea a divulgat prevederile armistițiului pentru a-i compromite pe Frederic și pe aliații săi. Războiul a fost reluat. 
Frederic a  rămas inactiv în Silezia. Nu s-a culcat pe lauri, ci și-a reorganizat cavaleria în vara 1741, element neglijat de tatăl său, Frederic William I, care a reorganizat și a dezvoltat infanteria, formarea profesională a cavaleriei fiind trecută cu vederea de către Bătrânul Dessauer. 
Frederic chiar era dezamăgit de performanța cavaleriei sale în Bătălia de la Mollwitz. În urma reorganizării, Frederic a putut comanda mai eficient cavaleria în luptele viitoare. 
Împăratul Carol al VII-lea, ale cărui teritorii au fost invadate de austrieci, i-a cerut să creeze o diversiune prin invadarea Moraviei. În decembrie 1741, mareșalul prusac Kurt von Schwerin Christoph Graf a traversat granița și a capturat Olmutz. Glatz a fost investit, iar armata prusacă a fost concentrată la Olomuc în ianuarie 1742. S-a făcut un plan combinat cu operațiunile francezilor, bavarezilor și prusacilor pentru salvarea orașului Linz. Dar Linz a căzut. Broglie aflat pe Vltava, era slăbit în a se opune lui Khevenhüller și datorită incapacității saxonilor de a se uni cu forțele lui Frederic, nu s-a putut ajunge la o ofensivă, iar forțele austriece comandate de Prințul Carol de Lorraine s-au stabilit pe frontul   de la Budweis la Jihlava (Iglau).
Frederic a mărșăluit spre Iglau. Brno a fost investit în februarie. Direcția sa de marș a fost schimbată, și în loc să meargă împotriva prințului Carol, Frederic a fost împins în sud de Znojmo și Mikulov. Avanposturile extreme ale prusacilor au fost stabilite înaintea Vienei.  
Frederic a continuat incursiunea, în timp ce prințul Carol a lăsat o parte din trupe pentru a-l înfrunta pe Broglie, mărșăluind spre prusaci pentru a-i diviza în Silezia, în timp ce maghiarii intrau în Silezia Superioară prin trecătoarea Jablunkov. Saxonii, nemulțumiți și demoralizați, au mărșăluit prin propria lor țară, iar Frederic și forțele prusace au fost împinși de Svitavy și Litomysl la Kutna Hora din Boemia, unde l-au contactat pe Broglie și Glatz ce se predase. Fără apărarea Olomoucului, și cu corpurile prusace mici rămase în Moravia, s-au întors spre Silezia Superioară.
Prințul Carol a mărșăluit trecând Jihlava și Teutsch Brod pe Kutna Hora în căutarea lui Frederic. La 17 mai 1742, Frederic s-a întors și a înfruntat forțele austriece ce îl urmăreau în Bătălia de la Chotusitz. După o luptă severă, Frederic a câștigat lupta datorită cavaleriei recent reorganizate și antrenate.
În apropierea bătăliei, forțele franceze ale feldmaresalului François Broglie i-a respins pe austrieci pe Vltava și a câștigat o mică victorie morală și politică, aproape de Budweis. Frederic nu a mai propus o altă mișcare. 
Alături de mareșalul Broglie, Frederic a convins-o pe Maria Terezia să încheie pace, chiar dacă însemna cedarea Sileziei. Prin urmare, pacea separată dintre Prusia și Austria a fost semnată la Breslau la 11 iunie 1742. Primul război silezian se încheiase. Dar Războiul de Succesiune Austriac  continua.
În sudul Europei,  Piemontul emitea  pretenții  și aspirații teritoriale. Piemontul se confruntă în Italia cu prezența a două puteri:  Austria ce ocupase Milano și Spania (Neapole era condus de un Bourbon, viitorul regele Carol al III-lea). Regele Piemontului a ales alianța cu Austria.
Anglia era deja o mare putere maritimă cu  un imperiu promițător. Era interesată să-și asigure securitatea căilor de navigație și superioritatea în fața Franței din acest punct de vedere.  Astfel începe antagonismul franco-englez.

### 1743

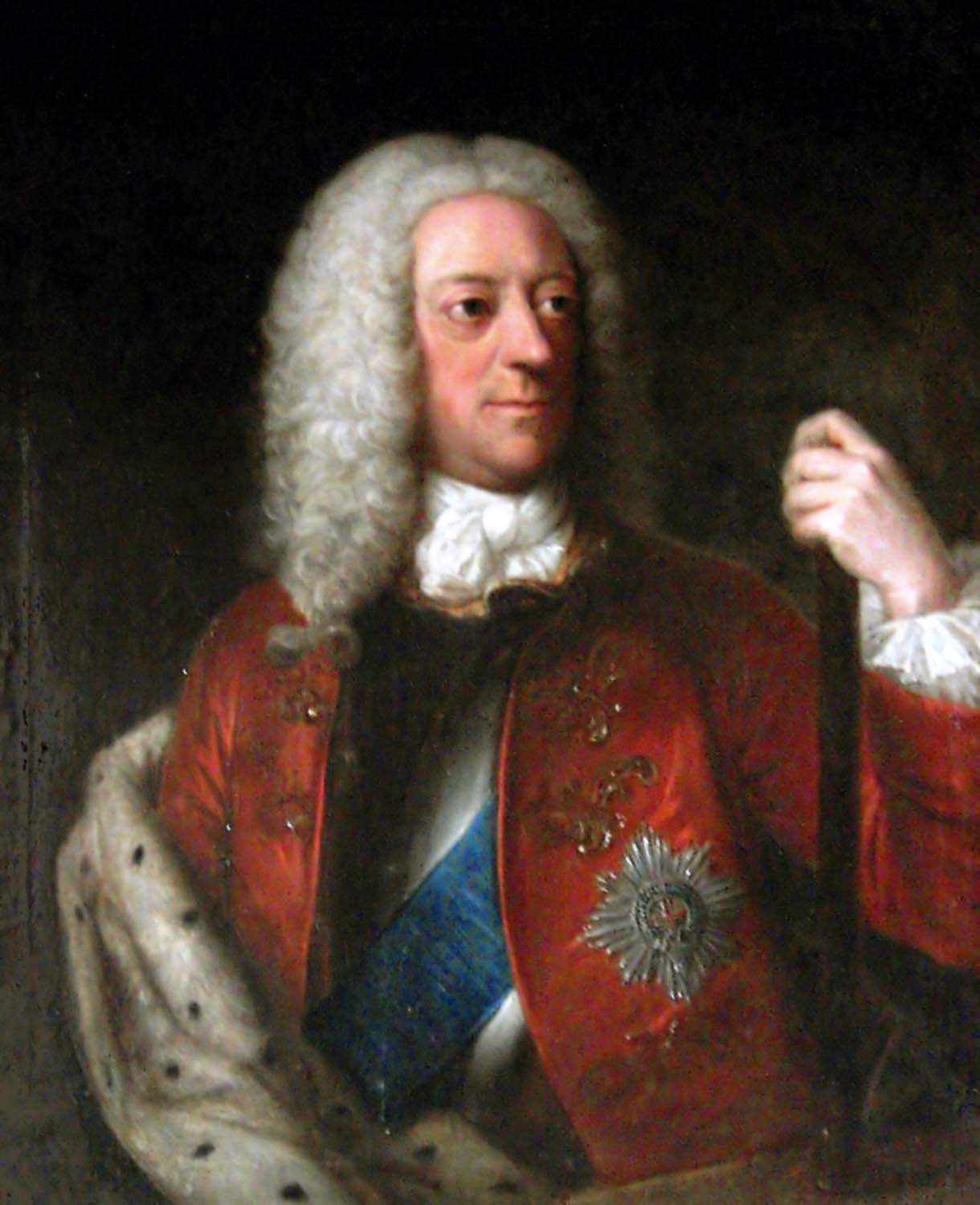
George al II-lea

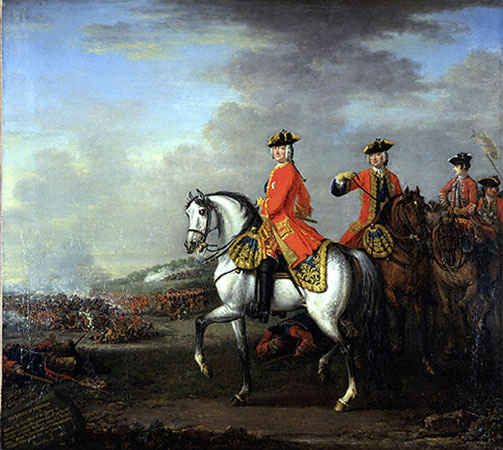
George II la Dettingen

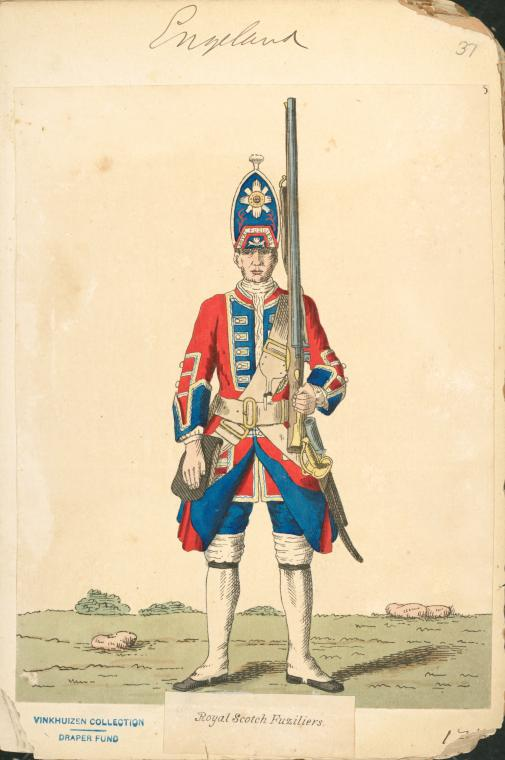
Fusilier - Royal Scotch Fusiliers

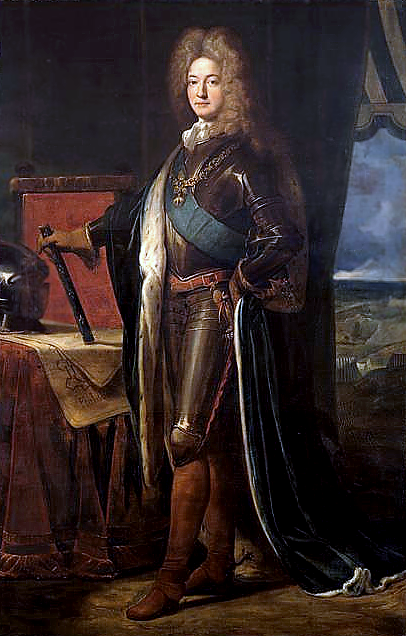
Ducele Adrien Maurice de Noailles

În cadrul războiului pentru succesiune la tronul Austriei, alianțele s-au dispus astfel: Austria a reușit să obțină alianța Marii Britanii (ce nu acorda forță terestră ca sprijin, dar asigura subsidii) și a Piemontului. De cealaltă parte, Franța a fost aliată cu Prusia, dar  și cu Spania din solidaritate; în Franța fiind un rege de Bourbon. Marea Britanie dorea să asigure siguranța Hanovrei, de unde provenea dinastia regală.  
Spania dorea să recupereze Gibraltarul pe care îl pierduse în 1724  și Insula Minorca (poziție foarte interesantă în Mediterana occidentală).
Anul 1743 a început dezastruos pentru Împăratul Carol al VII-lea. Armatele franceze și bavareze nu au colaborat, iar feldmareșalul Broglie a fost plasat la comanda armatei aliate din Bavaria, creându-se o tensiune între acesta și comandanții bavarezi. Broglie s-a certat deschis cu mareșalul bavarez Friedrich Henrich von Seckendorff. Nu s-a putut menține rezistența datorită convergenței marșului armatei Prințului Carol pe Dunăre, Khevenhüller din Salzburg mărșăluind spre sudul Bavariei, iar prințul Lobkowitz din Boemia spre Naab. Bavarezii, sub comanda contelui Minuzzi, au suferit un revers sever în orașul Simbach aproape de Braunau pe 9 mai 1743, orașul căzând în mâinile prințului Carol. 
O armata britanică comandată de regele George al II-lea al Marii Britanii s-a retras pe râul principal al satului Hanau datorită tăierii aprovizionării de către francezi. Armata a fost formată pe Rinul inferior la retragerea franceză sub comanda contelui Maillebois. Armata engleză a devenit cunoscută sub numele de "Armata pragmatică". Armata pragmatică a avansat spre sud de la Main până în Neckar până la retragerea din vară.  
O armata franceză, condusă se mareșalul Noailles, era stabilită pe Rinul mijlociu pentru a se înfrunta cu noua forță. Mareșalul Noailles a anticipat corect problemele pe care avea să le înfrunte cu Armata Pragmatică, George al II-lea mutând întreaga armata înapoi pe Main. Marsalul Noailles a făcut planuri pentru a pregăti o capcană armatei pragmatice și pentru a o distruge. Totuși, aliatul mareșalului Noaille, mareșalul Broglie, s-a retras . Puncte strategice din Bavaria s-au predat prințului Carol. Armatele mareșalului Noailles și cea a bavarezilor se aflau în inferioritate numerică în fața armatei pragmatice de 35 000 de soldați la 26 000 de soldați. Înainte ca mareșalul Noailles să ordone retragerea, armata sa a fost surprinsă și învinsă la 27 iunie 1743 de regele George la Dettingen. Reed Browning, 
Armata Pragmatică mărșăluia la vest de orașul Aschaffenburg, de-a lungul malului de nord al râului, căzând în capcana cursei de șoareci stabilită de Noailles în satul Dettingen. Noailles a staționat un corp de 23 0000 de soldați într-o linie comandată de Ducele de Gramont, iar în spatele mlaștinii, pe malul sudic al răului Main, a fost staționată artileria. 12 000 de soldați francezi mărșăluiau spre sud de Aschaffenburg, trecând în spatele armatei aliate. Însă dealurile împădurite îi împiedicau pe aliați să vadă Armata Pragmatică și să mute poziția lui Gramont. Austriecii, britanicii și hanovrezii au încercat să avanseze într-o poziție deschisă.  
Prima linie a armatei pragmatice de infanteriei era alcătuită din 9 regimente britanice, 4-5 regimente austriece și restul erau regimente hanovriene. 
Spre amiază, Gramont nu a respectat ordinele și i-a atacat nerăbdător pe britanici cu cavaleria sa. Având inițial succes, a rupt linia britanică. A urmat infanteria franceză,   respingând multe regimente britanice de infanterie. Cu toate acestea, artileria franceză   s-a oprit să mai tragă, iar francezii au fost întâmpinați cu un contra-atac. O brigada austriacă de trei regimente a avansat în timp ce britanicii se retrăgeau, în timp ce artileria hanovriană distrugea linia franceză. Francezii au fost învinși, iar drumul spre Hanau a fost deschis, ceea ce le permitea aliaților să-și continue retragerea și reaprovizionarea.
Regele Frederic al Prusiei a fost îngrozit de înfrângerea de la Dettingen. Frederic observase că avea să confrunte o coaliție de inamici care includea Austria, Saxonia, Rusia și Anglia. Cu toate acestea, Frederic și-a dat seama că coaliția nu era la fel de puternică ca prima. Nici Austria, nici Anglia nu au știut să exploateze victoria de la Dettingen. Mareșalul Noailles a fost condus spre Rin de regele George. Armatele franceze și bavareze au fost complet manevrate și stabilite în poziții cu pericol crescut între Aschaffenburg și Hanau, în defileul format de dealurile Spessart și râul Main. Însă, Armata Pragmatică nu i-a urmărit imediat pentru a-i ataca. Mareșalul Noailles a avut timp pentru a bloca ieșirea și a stabilit avanposturi împrejur. În acest moment, trupele alianței au forțat liniile franceze și bavareze. Din cauza pierderilor mari al francezilor în urma bătăliei de la Dettingen și urmăririi, coaliția anglo-austro-hanovreză a obținut o victorie notabilă.
Coaliția împotriva lui Frederic a slăbit brusc însă când la Sankt Petersburg a fost descoperit un complot pentru înlăturarea țarinei Elisabeta și aducerea copilului țar la putere, Ivan al VI-lea, alături de mama sa, ducesa Anna Leopoldovna ce servea ca regentă pentru copil. S-a dovedit că un reprezentat austriac, Antoniotto Botta Adorno, a fi implicat în complot, apărând astfel denumirea de "Conspirația Botta". Botta a încercat să comită o lovitură de stat împotriva Austriei, Saxoniei și Angliei. Frederic a întâmpinat cu entuziasm ieșirea Rusiei din coaliție.  
Mareșalul Brogilie a fost înlocuit de mareșalul Coigny. Atât Broglie și Noailles mențineau defensiva din spatele Rinului. Nici un soldat francez nu a rămas în Germania, iar prințul Carol s-a pregătit să traverseze în forță râul Rin din Breisgau, în timp ce regele George al II-lea al Marii Britanii s-a mutat înainte prin Mainz. Armata anglo-austriacă au preluat Worms, dar după multe încercări nereușite în a traversa Rinul, Prințul Carol a iernat. Regele i-a urmat exemplul, retrăgându-și trupele spre nord, pentru a negocia, dacă era necesar, cu armatele franceze ce erau formate la frontieră sudului Olandei. Austria, Anglia, Provinciile Unite și Sardinia s-au aliat. Saxonia și-a schimbat tabăra și a intrat și Suedia în război pentru a compensa ieșirea Rusiei. În august 1743, Suedia și Rusia au încheiat un tratat de neutralitate reciprocă. Franța, Spania și Bavaria au continuat activ lupta împotriva Mariei Terezia. 
Austriecii se temeau că Frederic va invada din nou teritoriile austriece. Au căutat să încheie o pace separată cu Piemont-Sardinia în Italia. În conformitate cu Tratatul de la Worms, semnat la 13 septembrie 1743, habsburgii predau toate teritoriile amplasate la vest de râul Ticino și Lacul Maggiore și câteva terenuri de la sud de râul Po către Piemont-Sardinia în schimbul neparticipării la război alături de Frederic.    Se formase  o alianță politică alcătuită din Marea Britanie , Austria și Regatul Sardiniei. 

### 1744

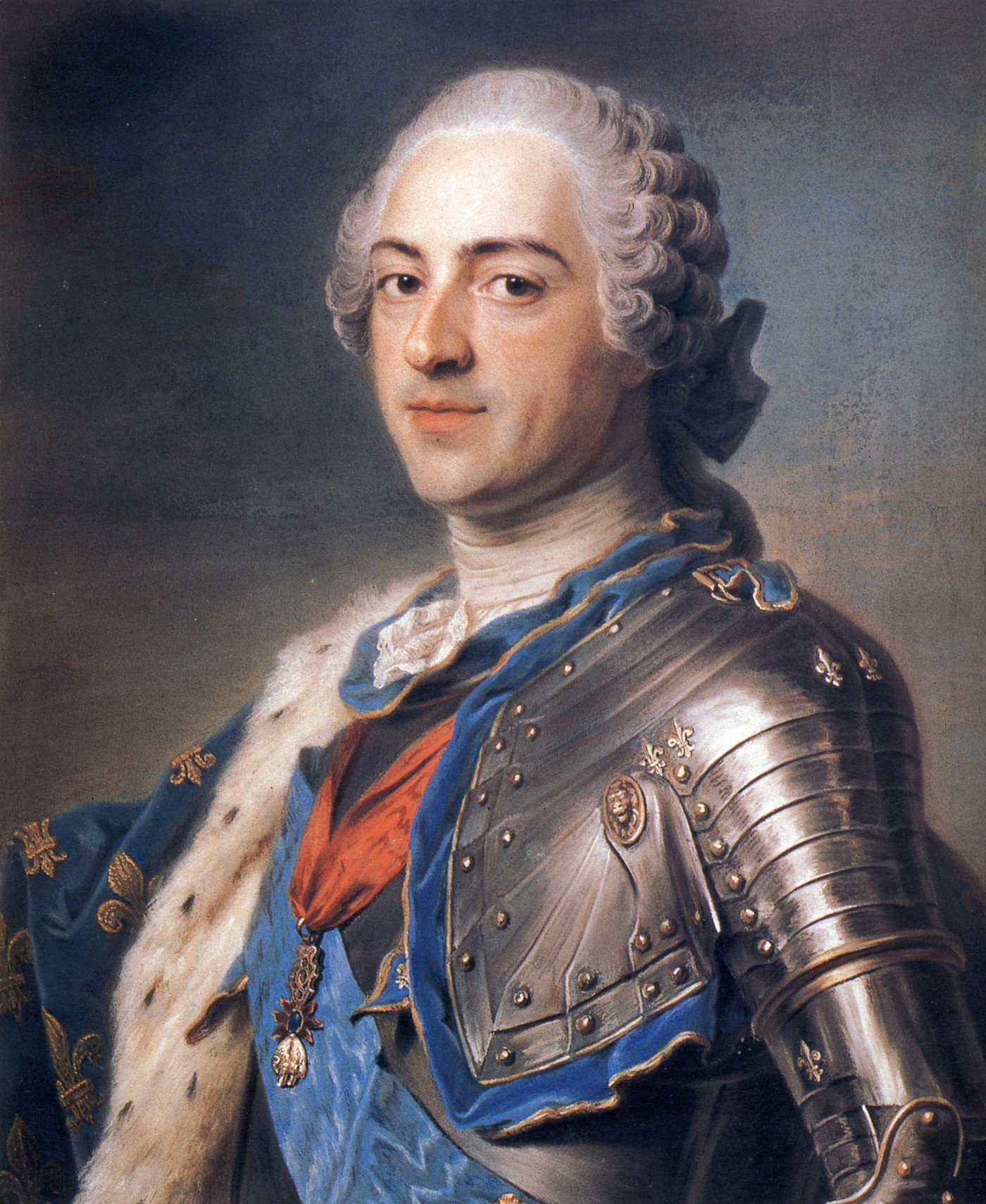
Ludovic al XV-lea

În 1744 a început cel de-al doilea război silezian. Frederic era neliniștit pe fondul succesului austriecilor și păcii separate încheiate cu Piedmont-Sardinia. A încheiat o nouă alianță secretă cu Ludovic al XV-lea al Franței. Franța a contribuit până atunci un sprijin auxiliar, ofițerii în Germania purtând cocarda bavareză, și doar cu Anglia căreia i-a declarat război oficial. Franța a declarat abia în aprilie război Austriei și Sardiniei. 

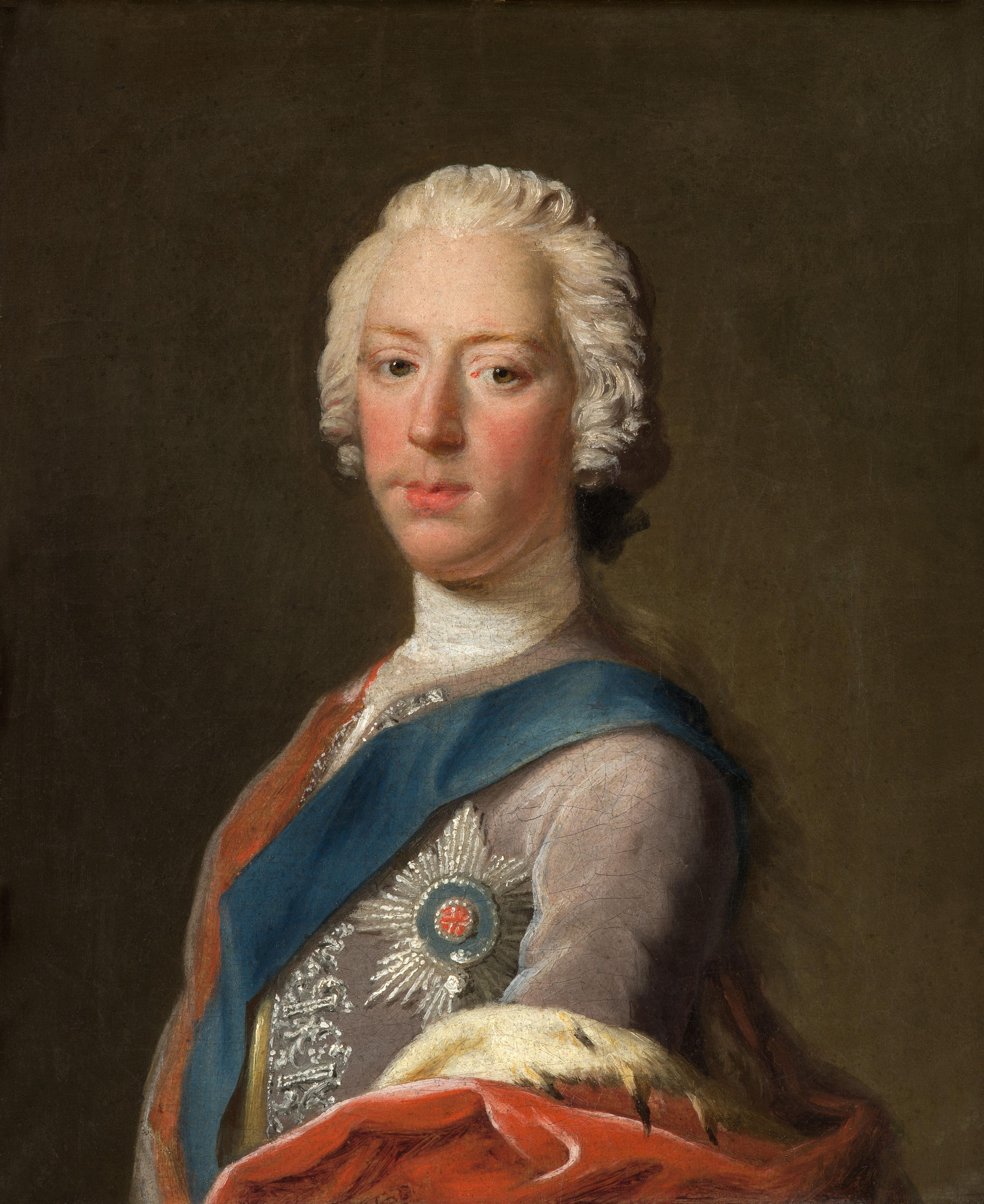
Carol Eduard Stuart

Din acest punct, Franța a planificat diversiunea cu care speră că vor cauza ieșirea Angliei din război. Armata franceză a fost amplasată la Dunkirk pentru a sprijini cauza lui Charles Edward Stuart în invazia Marii Britanii. Prințul Charles era fiul lui James Francis Edward Stuart, pretendentul Stuart la tronul britanic,  fiul lui Iacob al II-lea al Angliei ce a fost ultimul rege Stuart al Angliei. Iacob al II-lea a fost deposedat ca rege în 1688 în favoarea fiicei sale, Mary, și fiul ei, Prințul de Orania, William al III-lea al Angliei din casă de Orania-Nassau. Stuarzii au  rămas ca un element semnificativ în populația insulelor britanice sperând că vor restaura familia Stuart la tron. Regele Ludovic al XIV-lea al Franței chiar își arăta suportul față de cauza Stuarzilor. 
În 1715, Franța a sprijinit și revolta Scoției , alăturându-se lui Iacob, dar a fost reprimată. Pentru că Ludovic al XIV-lea nu-l primea la curtea sa, Iacob a fost în cele din urmă adăpostit de papa Clement al XI-lea la Palazzo Muți, unde s-a născut Carol Eduard Stuart. 
Carol avea  carismă asemeni tatălui său, și acum Ludovic al XV-lea era favorabil pentru sprijinul creării unei noi revolte în Scoția. Ludovic l-a trimis pe Drummond de Balhaldy emisar la curtea Stuarzilor din Roma. Francezii au planificat să-l cheme pe Carol în Dunkirt, Franța, pentru a mobiliza flota pe 10 ianuarie, însă Balhaldy a sosit la Roma abia pe 19 decembrie 1743. Pe 23 decembrie, James  Edward Stuart l-a numit pe Charles prinț regent. În primăvară 1744 prințul Charles a sosit în secret în Franța și a încercat să conducă flota pentru a o debarca în Anglia. Totuși, în noaptea de dinainte de debarcare, o furtună puternică, numită „Vântul Protestant” a dispersat și a distrus întreaga flotă. Traversarea Canalului Mânecii a eșuat, iar planul invaziei a fost abandonat. Dar Carol încă spera să restaureze familia Stuart la tronul britanic.

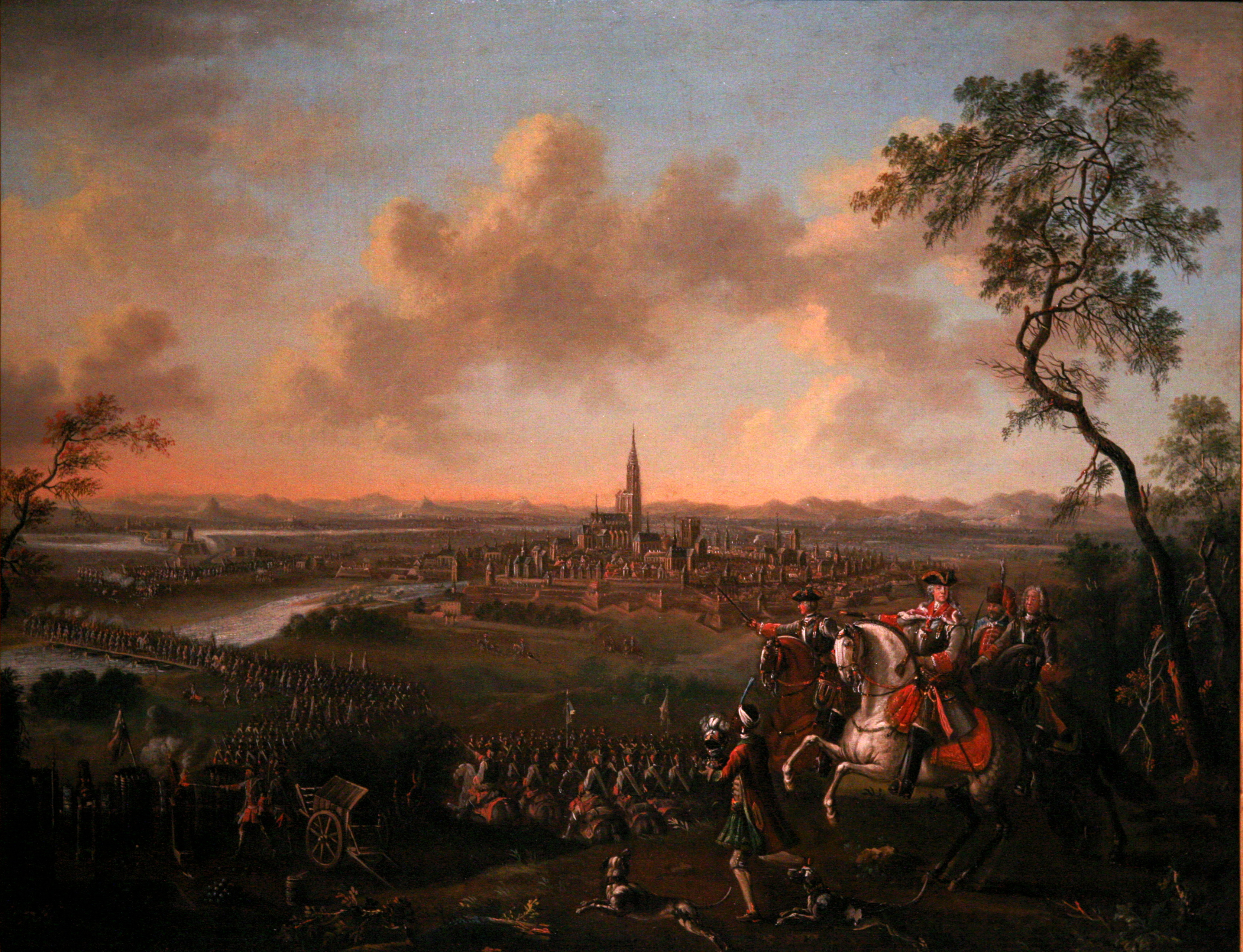
Ducele de Lorraine traverând Rinul

De-a lungul operațiunii navale s-au făcut pregătiri pentru întoarcerea lui Charles Eduard Stuart în Anglia și pentru coordonarea invaziei franceze în Anglia, ce s-a petrecut pe 22 februarie 1744, fiind cea mai mare bătălie năvală din război. Bătălia năvală s-a desfășurat pe coasta mediteraneană de la Toulon, Franța. O flota masivă britanică comandată de amiralul Thomas Mathews cu amiralul Richard Lestock  secund la comandă, a fost blocată pe coasta franceză. O forță navală franceză mică  și forțele spaniole au atacat blocada britanică și au distrus multe dintre vasele britanice, forțând flota britanică să se retragă pentru reparații. Blocada britanică a coastei franceze a fost eliberată și părea că flota spaniolă controla aparent Marea Mediteraneană. Un escadron spaniol s-a refugiat în portul din Toulon. Flota britanică a văzut escadronul din port de la o mică distanță din est. 

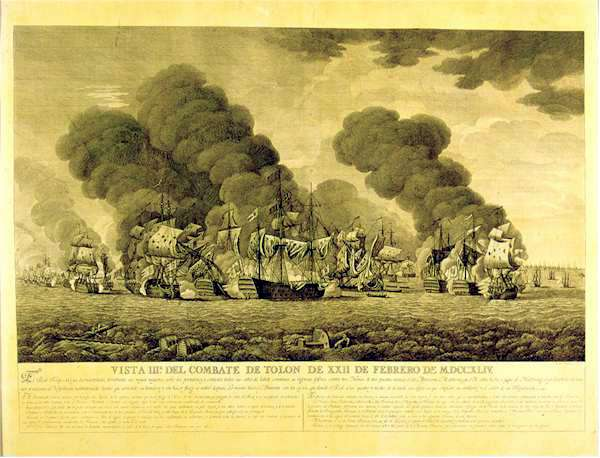
Batalia de la Toulon

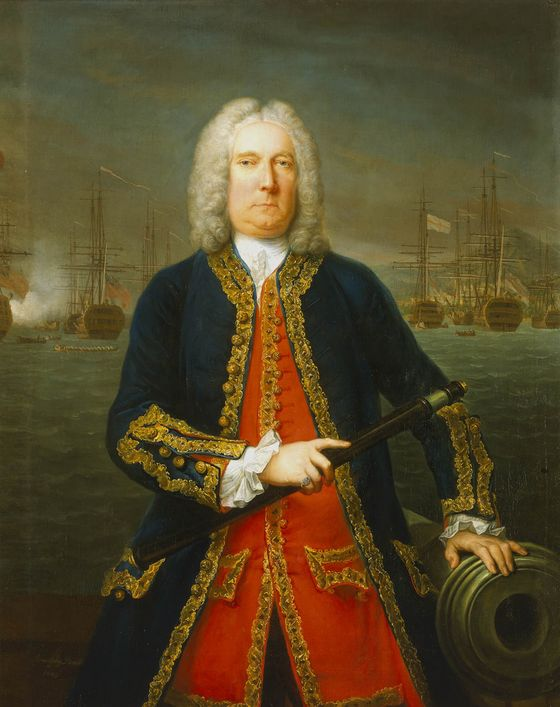
Amiralul Thomas Mathews

Pe 21 februarie 1744, vasele spaniole au intrat pe mare alături de flota franceză. Amiralul Mathews a comandat flota britanică să atace flota spaniolă între 22-23 februarie în Bătălia de la Toulon. Totuși, din cauza lipsei comunicațiilor și posibil, din cauza unei trădări, flota amiralului Lestock a lăsat flota spaniolă să scape. Știind că flota franceză largă naviga ,a trebuit să salveze flota britanică și să se retragă spre nord-est. Bătălia de la Toulon a fost o victorie pentru  francezi și spanioli. Britanicii se temeau că flota franceză și cea spaniolă se puteau combina pe Strâmtoarea Gibraltar   pentru a invada insulele britanice. Ca urmare, învinuiri au fost aduse amiralului Mathews pentru că a lăsat flota franceză-spaniolă să scape, punând Anglia în față pericolului unei invazii. Mathews și Lestock au fost judecați, Lestock fiind achitat, în timp ce Mathews a fost găsit vinovat.  Pe 20 aprilie, francezii si spaniolii obțin o victorie în Bătălia de la Villafranca împotriva Sardiniei și Marii Britanii. 

Între timp, în nordul Europei, Ludovic al XV-lea, în persoană, cu 90 000 de soldați, a invadat Provinciile Unite austriece și a anexat Menin și Ypres în iulie 1744. 
Francezii și-au amplasat cele patru armate pe câmpul de bătălie. Pe Rin, mareșalul Coigny comandă cele 57 000 trupe împotriva a 70 000 de trupe aliate comandate de prințul Carol. O armata proaspătă de 30 000 de soldați condusă de prințul de Conti a fost amplasată între Meuse și râurile Morselle, asistându-i pe spanioli în Piedmont și Lombardia. Acest plan a fost distrus de avansul prințului Carol, care, asistat de veteranul mareșal Traun, a manevrat cu pricepere armata aliată peste Rin lângă Philippsburg pe 1 iulie și a capturat liniile de la Weissenburg, tăind drumul mareșalului Coigny și armatei sale din Alsacia. 
A treia armata franceză compusă din 17 000 de soldați condusă de ducele de Harcourt a rămas în Luxemburg. Între timp, a patra armata franceză ce era cea mai mare a intrat pe câmpul de bătălie în vara. Era Armata Flandrei, ce numără 87 000 de soldați și era oficial condusă de regele Franței, Ludovic al XV-lea, consiliat de mareșalul Noailles. Forțele franceze au invadat Provinciile Unite habsburgice depășind numeric forțele aliate. Au mărșăluit în Olanda austriacă, întâmpinând o rezistență confuză oferită de forțele olandeze. Armata Flandrei a traversat rapid Olanda habsburgică. Situația a devenit disperată pentru olandezi, astfel, guvernul olandez a trimis o delegație către regele Franței pentru a încheia pace. Regele a refuzat. 
Situația Olandei habsburgice a fost schimbată abrupt de succesul traversării Rinului pe 30 iunie 1744 a prințului Carol și a forțelor aliate alcătuite din 70 000 de soldați. Mareșalul Coigny, căutând să avanseze forțele franceze, a tăiat drumul de întoarcere a inamicului și s-a retras la Strasbourg. Ludovic al XV-lea a abandonat invazia sudului Olandei, și și-a mutat armata pentru a participa la confruntarea decisivă din Alsacia și Lorena. 

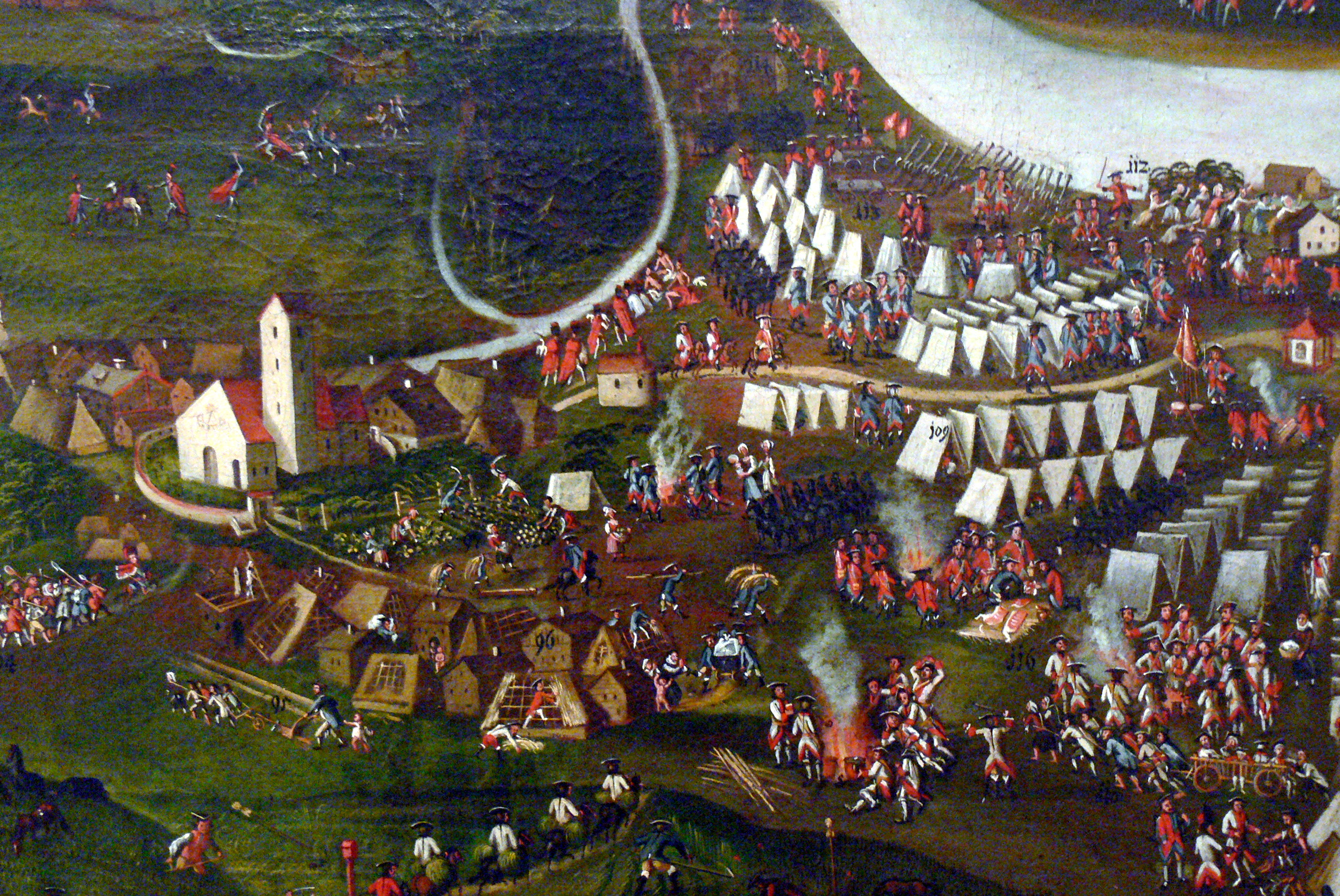
Scena de batalie

În final, pe 12 iulie 1744 Frederic al II-lea al Prusiei a primit confirmarea că prințul Carol a dus armata peste Rin, în Franța. Frederic știa că prințul Carol nu avea să reprezinte o problema imediată în est. Pe 18 iulie francezii obțin o victorie împotriva Sardiniei în Bătălia de la Casteldelfino. Pe 15 august Frederic a traversat frontieră austriacă spre Bohemia. În august 80 000 de trupe prusace se aflau în Bohemia. Atenția și resursele Austriei au fost preocupate ceva timp de o reizbucnire a războiului silezian. Maria Terezia și consilierii ei nu se așteptau la invazia surprinzătoare prusacă. 

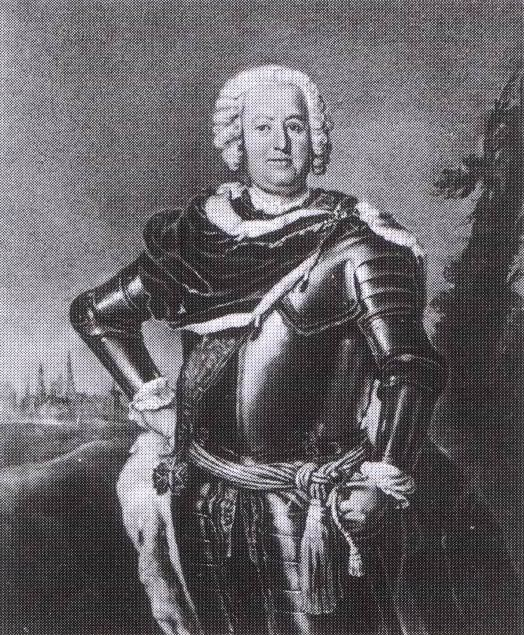
Leopold al II-lea

O coloană de 40 000 de trupe, sub comanda lui Frederic, a traversat Saxonia, o altă coloană de 16 000 de soldați sub comanda tânărului Dessauer, Leopold al II-lea, prinț de  Anhalt-Dessau, a traversat Lusatia , în timp ce cea de-a treia coloană de 16 000 de soldați conduși de contele Schwerin a avansat din Silezia. Destinația celor trei coloane era Praga. 
Obiectivul a fost atins pe 2 septembrie. Orașul a fost înconjurat și asediat. Șase zile mai târziu, garnizoana austriacă s-a predat. Praga capitulând, Frederic a lăsat 5000 de soldați sub comanda generalului Baron Gottfried Emanual von Einsiedel pentru a apăra Praga. La trei zile după căderea orașului Praga, Frederic a mărșăluit cu armata sa spre sud, ocupând Tabor, Budweis și Frauenberg. 
Pe 30 septembrie, se desfășoară Bătălia de la Madonna dell'Olmo, in care francezii și spaniolii obțin o victorie tactică împotriva austriecilor și Sardiniei.
Maria Terezia a inițiat o stare de alertă, mobilizând o nouă insurecție din Ungaria și corpuri de regulări fiind asamblate pentru a proteja Viena. 
Între timp, diplomații austrieci au atras Saxonia de partea taberei austriece. Din cauza succesului campaniei lui Frederic în Bohemia, prințul Carol s-a retras din Alsacia și a traversat Rinul din nou pentru a lovi prusacii. Din acest punct, francezii au avut șansa să-l lovească pe prințul Carol ce avea o poziție vulnerabilă în traversarea Rinului. Între timp, comanda militară franceză a fost distrasă și nu a putut lua acțiuni în timp ce prințul Carol a traversat Rinul neatins și nevătămat. 
Francezii nu au fost în măsură să acționeze căci au fost aruncați într-o stare de confuzie de Ludovic al XV-lea ce s-a îmbolnăvit de variolă în Metz, iar starea sa era atât de gravă încât mulți se temeau pentru viața lui. Doar contele Seckendorf comanda forțele bavareze împotriva prințului Carol. Francezii n-au mai făcut nicio mișcare, iar Frederic s-a găsit izolat și expus atacurilor combinate ale austriecilor și saxonilor. Contele Traun, chemat de pe Rin, l-a menținut pe rege în Bohemia cu o forță unită austro-saxonă. Forțele Ungariei hărțuiau armata prusacă. 
În final, prințul Carol a ajuns cu armata sa dinspre vest. Prusacii s-au retras. Praga a fost pierdută, iar Frederic și forțele sale au fost copleșite de forțele unite ale prințului Carol și contelui Traun. 
Frederic a fost forțat să se retragă în Silezia cu multe pierderi. 
Pe Rin, regele Ludovic își revenea și a condus asediul orașului Freiburg  după ce a lăsat forțele în nord pentru a întări și cuceri punctele strategice din sudul Olandei. 

### 1745

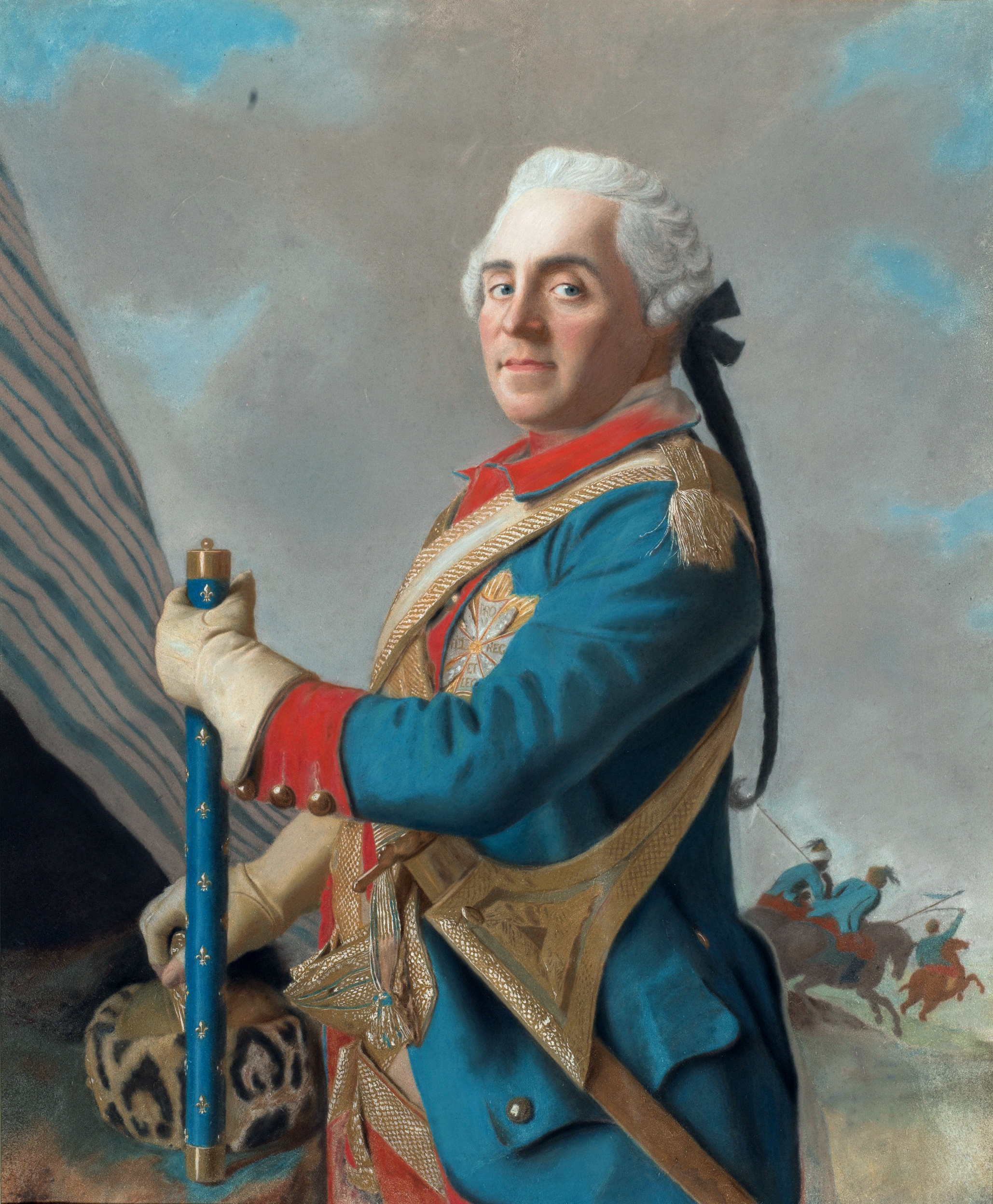
Maurice de Saxa

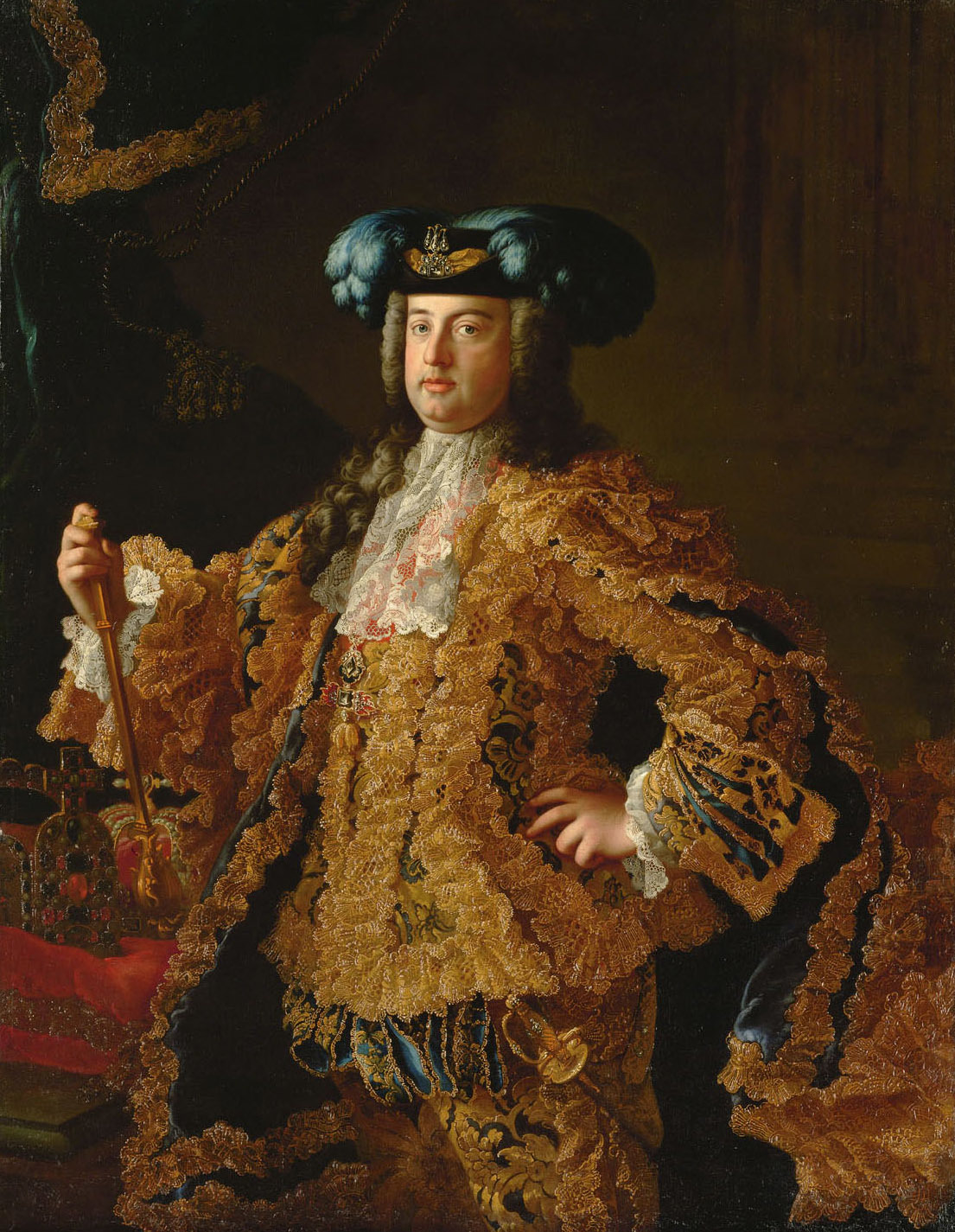
Francisc I al Sfântului Imperiu Roman

Anul 1745 a văzut trei mari bătălii: Hohenfriedberg, Kesselsdorf și Fontenoy. 
Primul eveniment a fost formarea alianței  cvadruple: Marea Britanie, Austria, Provinciile Unite și Saxonia, încheiată pe 8 ianuarie 1745 în cadrul Tratatului de la Varșovia. Pe 20 ianuarie, moartea împăratului romano-german  Carol al VII-lea  a determinat alegerea unui nou împărat.
Fiul său, Maximilian al III-lea de Bavaria, nu era considerat competent  pentru tronul imperial. Armata bavareză era din nou demoralizată și împrăștiată în timpul iernii, presată de armata austriacă, comandată de contele Batthyány, Baron Bernklau și contele Browne. Toate garnizoanele bavareze s-au mișcat spre est. Armata bavareză comandată de contele Torring a fost divizată și paralizată. Francezii sub comanda contelui Segur au mărșăluit în aceea zi. Forțele lui Segur erau copleșite de numărul superior al armatei austriece comandată de contele Batthyany, astfel, Segur și forțele franceze fiind învinse în Bătălia de la Pfaffenhofen. Tânărul elector, Maximilian al III-lea Iosif a abandonat München. A urmat pacea de la Fussen de pe 22 aprilie,  iar Maximilian al III-lea și-a  întărit   statele ereditare cu condiția de a sprijini candidatura marelui duce Francis, soțul Mariei Terezia.  
Frederic al II-lea al Prusiei era din nou izolat. Nu se aștepta la un ajutor din partea francezilor care își concentrau efortul în campania din Flandra. Pe 31 martie, Ludovic al XV-lea și mareșalul Maurice se Saxa, comândând o armată de 95 000 de soldați, au mărșăluit pe valea răului Scheldt și au asediat Tournay apărat de garnizoana olandeză de 7000 de soldați. 

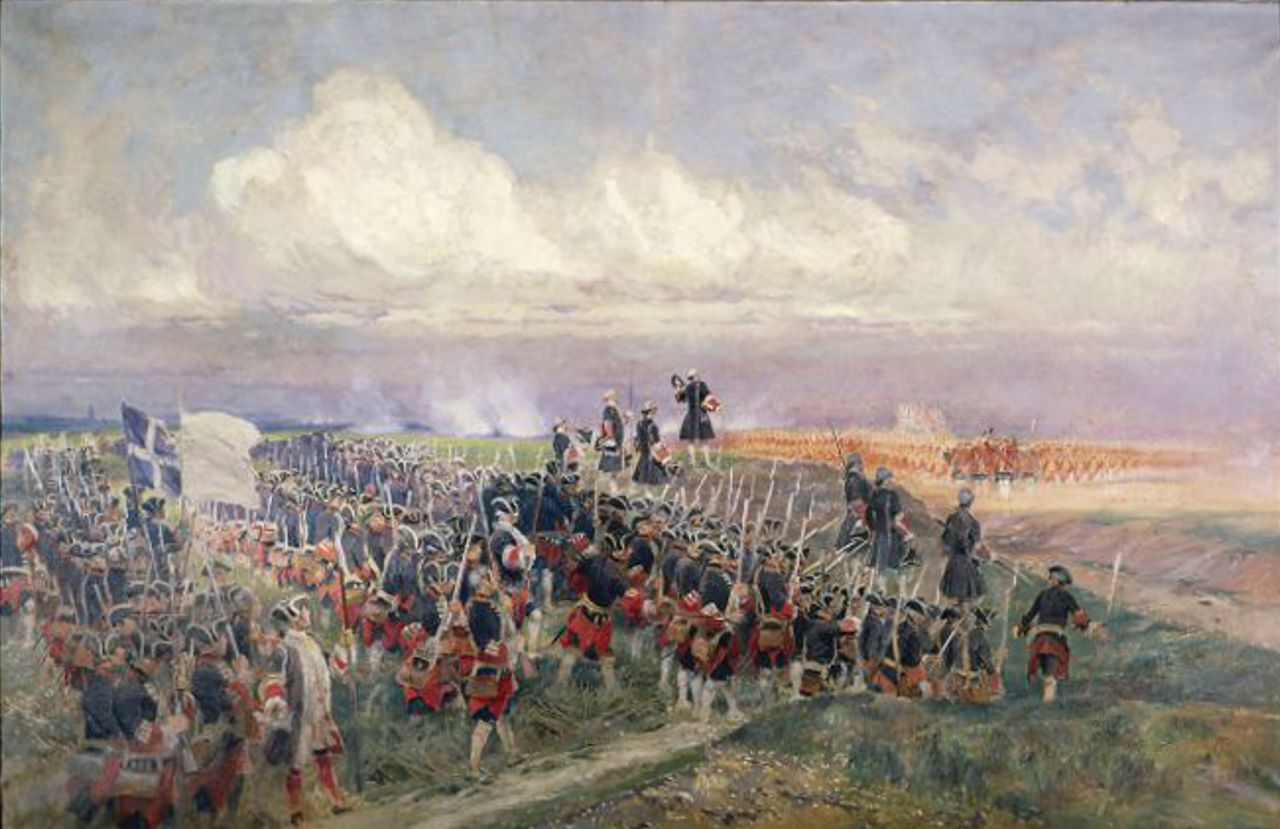
Fontenoy

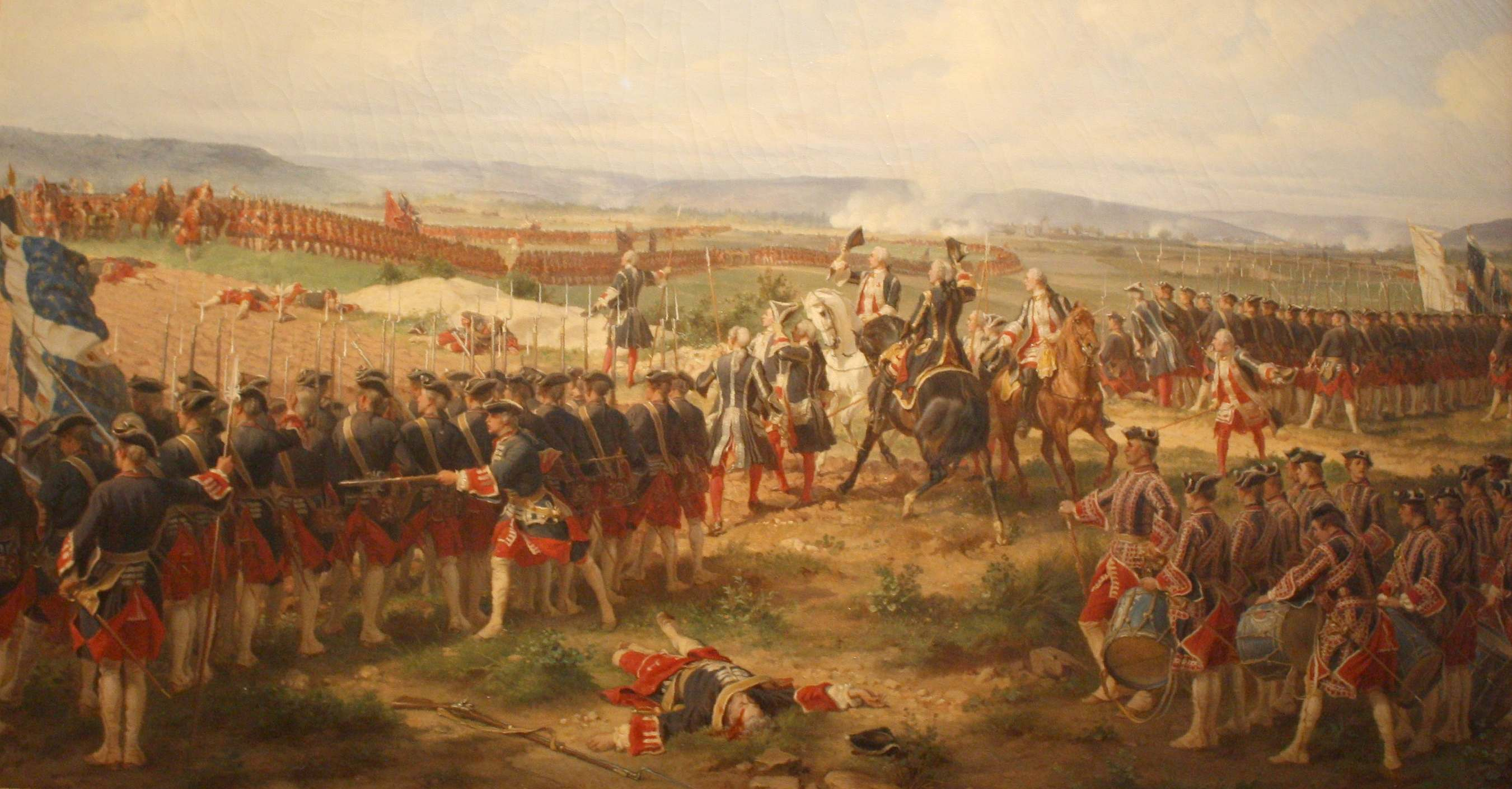
Batalia de la Fontenoy

În mai 1745 armata britanică condusă de ducele de Cumberland a încercat să respingă asediul francez și să recupereze Tournay. Maurice era inteligent și știa drumul lui Cumberland ce îl folosea ca să-i atace forțele. Maurice a selectat câmpul de bătălie și a ales să atace armata britanică pe un câmp de la est de răul Scheldt, la 2 mile sud de Tournay lângă orașul din Foutenoy.  
Pe 11 mai s-a desfășurat Bătălia de la Foutenoy. Bătălia a început de la ora 5 dimineața cu artileria franceză trăgând în armata britanică, ce încă aștepta să se miște în poziția lor favorabilă pentru a anticipa atacul orașului Tournay. Până la prânz, trupele lui Cumberland s-au oprit și au început să se retragă.
A fost o victorie franceză ce a captat atenția Europei căci mitul superiorității militare britanice a fost spulberat. 
Pe 20 iunie, după Bătălia de la Foutenoy, fortăreața Tournay s-a predat francezilor. În vara 1745, francezii au decis să să-l sprijine pe Charles Eduard Stuart să obțină tronul britanic. Obiectivul era izbucnirea unei revolte în Scoția pentru a distrage atenția britanicilor de la Europa. Pe 23 iulie, Charles  a debarcat în Anglia, în Eriskay, la nord-vest de Scoția. În august, a debarcat în Scoția și a început să cheme trupele loiale pentru cauza Iacobită. Charles a recrutat 1300 de scoțieni pregătiți pentru lupta în armata Iacobită.
De apărarea conducerii hanoveriene a regelui George al II-lea răspundea generalul Sir John Cope, veteran de la Bătălia de la Dettingen. Pe 31 august, Cope a mărșăluit în nord cu 2000 de soldați britanici. Charles a atins Perth pe 18 septembrie, iar Edinburgh s-a predat lui pe 27 septembrie. Când Cope și armata sa au ajuns la orașul Prestonpans, Scoția, pe 1 octombrie, a ales un câmp ideal pentru tabăra. Totuși, nu a fost atât de apărat  încât în dimineață următoare, pe 2 octombrie, trupele scoțiene a lui Charles au atacat și învins trupele britanice. Când britanicii au fost învinși la Prestopans, părea că întreaga Scoție aparținea lui Carol. Din noiembrie, armata sa cuprindea 5000 de infanteriști și 300 de călăreți. La sfârșitul lunii noiembrie, a traversat granița Scoției pentru a invada Anglia.  

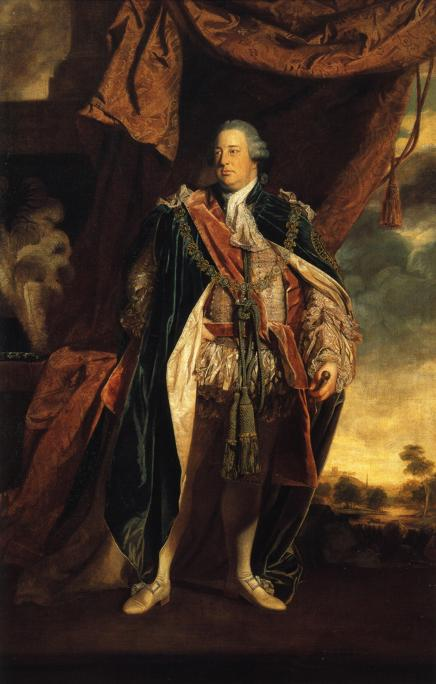
Ducele de Cumberland

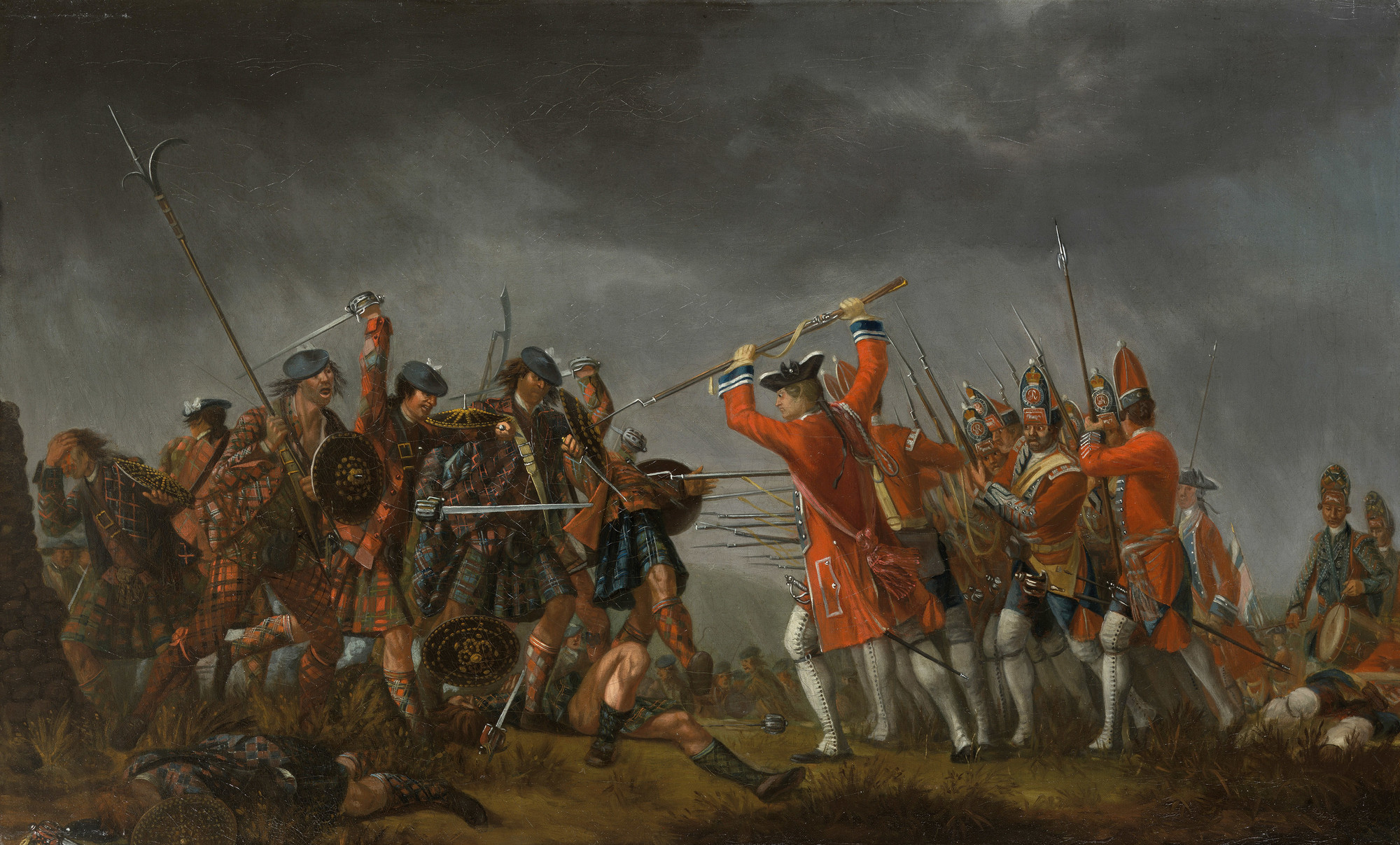
Batalia de la Culloden

Armata Iacobită s-a mutat în sudul Angliei, Charles asigurându-și trupele și întăririle. Dar era copleșit numeric de forțele britanice. Pe 6 decembrie, la Derby în nordul Angliei, Charles a fost cu greu convins de ofițerii săi să se retragă în Scoția. Francezii planificau între timp invadarea Angliei. Pe 17 ianuarie 1746, în bătălia de la Falkirk Muir, 8000 de scoțieni au învins 7000 de britanici. În cele din urmă, Charles Stuart a fost învins pe 27 aprilie în Bătălia de la Culloden. 
Manevrele armatelor în ambele tabere au ocupat Elba superioară în vară. Între timp, se dezbătea dispută alegerii imperiale. Eforturile principale ale Austriei s-au îndreptat către văile Main, Lahn și Frankfurt, unde armatele austriece și franceze au intimidat corpul electoral. Mareșalul Traun a avut succes și ca urmare, soțul Mariei Terezia, Francis, a fost ales ca împărat al Sfântului Imperiu Roman, la 13 septembrie 1745. Maria Terezia nu s-a conformat tratatului de la Breslau din 1741 să fie forțată să recunoască anexarea prusacă a Sileziei. A  încercat să apeleze la război pentru recuperarea Sileziei. Astfel, Saxonia s-a alăturat Austriei pentru a recuceri Silezia. 
În mai, armata prusacă a staționat la castelul Frankenstein, alcătuită din 59 000 de soldați și deținea 54 de tunuri grele. Frederic știa că armata combinată din forțe austriece și saxone era alcătuită din 70 000 de soldați comandate de Prințul Carol, care mărșăluia la nord de Landeshut. Conflictul avea să se desfășoare în Silezia, Frederic mărșăluind la nord de Reichenbach. Înainte să atingă Reichenbach, Frederic știa că prințul Carol traversa munții din vest spre est și că plănuia să ocupe Hohenfriedberg. Frederic și-a instalat tabăra la Schweidzitz și îl aștepta pe Prințul Carol. Frederic a creat o capcană pentru forțele austriece-saxone, susținând teoria „pentru a prinde șoarecele, trebuie să lași capcana deschisă". 

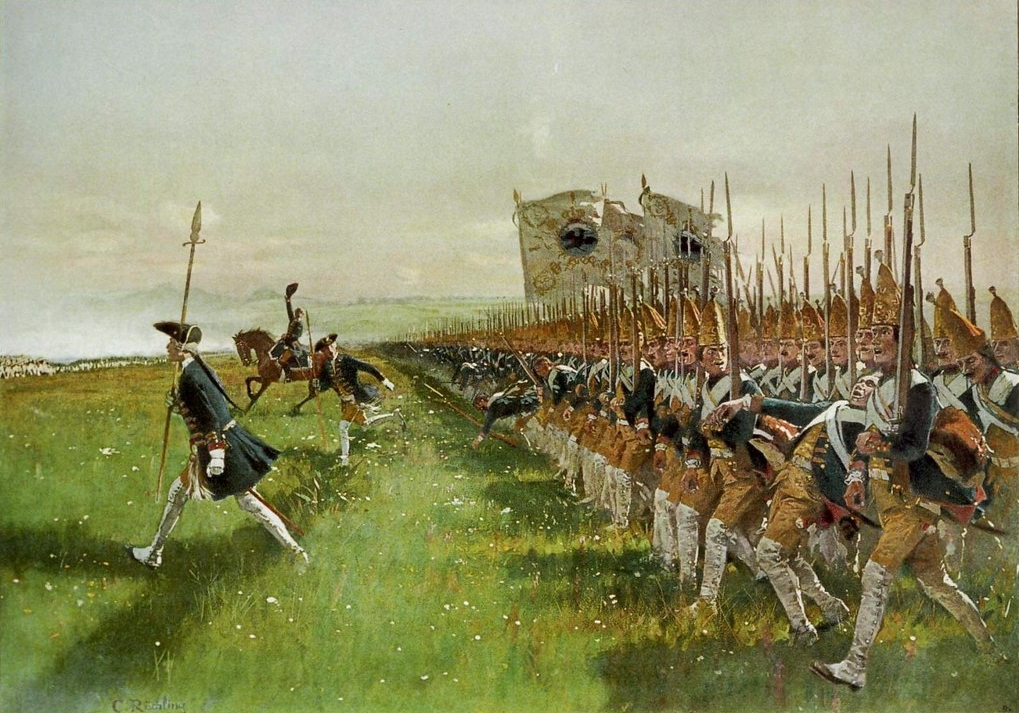
Batalia de la Hohenfriedeberg

La 6:30 dimineața, pe 4 iunie 1745, când trupele austro-saxone se odihneau de pe urma marșului lung, capcana a fost declanșată în Bătălia de la Hohenfriedberg. Forțele austro-saxone nu au putut rezista în fața cavaleriei prusace. 
Planul lui Frederick a întâmpinat dificultăți . Nu a fost suficient spațiu pentru toate trupele prusace pe ruta desemnată. Forțele sale erau blocate la  podul de peste Striegau. Primul obiectiv prusac au fost  cele două dealuri din  fața liniilor saxone. Armata saxonă ocupase aceste două dealuri în ziua precedentă cu o forță mică. Avangarda prusacă a înfruntat această forță; iar ciocnirea a  rezultat alertarea saxonilor,  împiedicând aplicarea planului lui Frederic așa cum sperase.
De Moulin a decis să ocolească dealurile și să lovească chiar  tabăra saxonă înainte  ca saxonii să  desfășoare următoarea mișcare. Atacul prusac a început la aproximativ ora 7 . Unii călăreți saxoni au ieșit pe teren, dar cavaleria prusacă i-a respins. Infanteria prusacă a luat cu asalt tabăra saxonă, învingând infanteria saxonă și câteva trupe austriece. Vântul sufla dinspre est, acoperind cu  fum și praf   fețele sașilor, fiind un factor avantajos pentru prusaci. Întregul flanc stâng al  armatei austro-saxone a fost distrus.
Până atunci, austriecii au fost avertizați. De la taberele lor din sud și   protejate de râu, trupele austriece s-au  mutat în față. Prusacii care încă nu au trecut Striegau la nord, au avansat  prin punctele de trecere ale râului unde au găsit suficiente vaduri. Un  pod distrus către  micul oraș Graben l-a forțat pe comandantul   cavaleriei, Hans Joachim von Zieten, să găsească o albie mai îndepărtată spre sud prin care  să transporte provizii. Cavaleria austriacă a  intrat în acțiune, dar a fost respinsă de cavaleria prusacă.
Infanteria austriacă era formată din două linii de luptă cu fața spre est  de la nord de Hohenfriedberg . Deși prusacii aveau acum superioritate numerică, austriecii au rezistat cu încăpățânare,  multe salve de tun fiind trase. În acest moment, regimentul Nr.5 Bayreuth Dragoner, o unitate supradimensionată alcătuită din aproximativ 1.500 de oameni, a intrat în luptă. O rafală puternică de vânt a suflat departe fumul de pulbere și praf și a dezvăluit o deschidere în liniile austriece prin care se percepea infanteria austriacă vulnerabilă. Cavaleria s-a desfășurat în linie, și a atacat   flancul drept al primei linii austriece. După ce au distrus întreaga linie, s-a întors spre sud pentru a distruge a doua linie austriacă. Austriecii, deja depășiți numeric, abandonați de aliații lor saxoni, fără protecția cavaleriei, au început să predea. Regimentul Bayreuth Dragoni a învins câteva mii de trupe de infanterie austriacă și a suferit doar 94 de victime. Cavaleria a  învins douăzeci de batalioane, a luat 2.500 de prizonieri, capturând 67 de steaguri , precum și patru tunuri. Lupta s-a încheiat cu înfrângerea completă a armatei austro-saxone.
Austriecii și saxonii au pierdut aproape 9000 de soldați (inclusiv răniți), au fost luați 5.000 de prizonieri, inclusiv patru generali, și au fost 66 de tunuri capturate. Prusacii au pierdut în jur de 5000 de soldați. La ora 9 dimineața, Prințul Carol a ordonat retragerea completă din Reichenberg. 
Prințul Carol a avansat în Bătălia de la Soor de pe 30 septembrie,  iar Frederic comanda o armata ce număra 20 000 de soldați și avea să înfrunte armata lui Carol de 41 000 de soldați. Aflat într-o poziție periculoasă, armata sa s-a schimbat frontul în fața  inamicului avansând, și prin îndrăzneala și tenacitate, prusacii au obținut o nouă victorie remarcabilă. 
Campania nu s-a încheiat, iar contingentul austriac din Main s-a alăturat saxonilor conduși de feldmareșalul Rutowsky și și-au combinat forțele în direcția spre Berlin din Saxonia, iar Prințul Carol dinspre Bohemia. Frederic și-a mutat forțele grăbit din Silezia și au mărșăluit rapid spre Dresden, Saxonia. Frederic a acționat victorios în Katholisch-Hennersdorf pe 24 noiembrie și în Görlitz pe 25 noiembrie. 

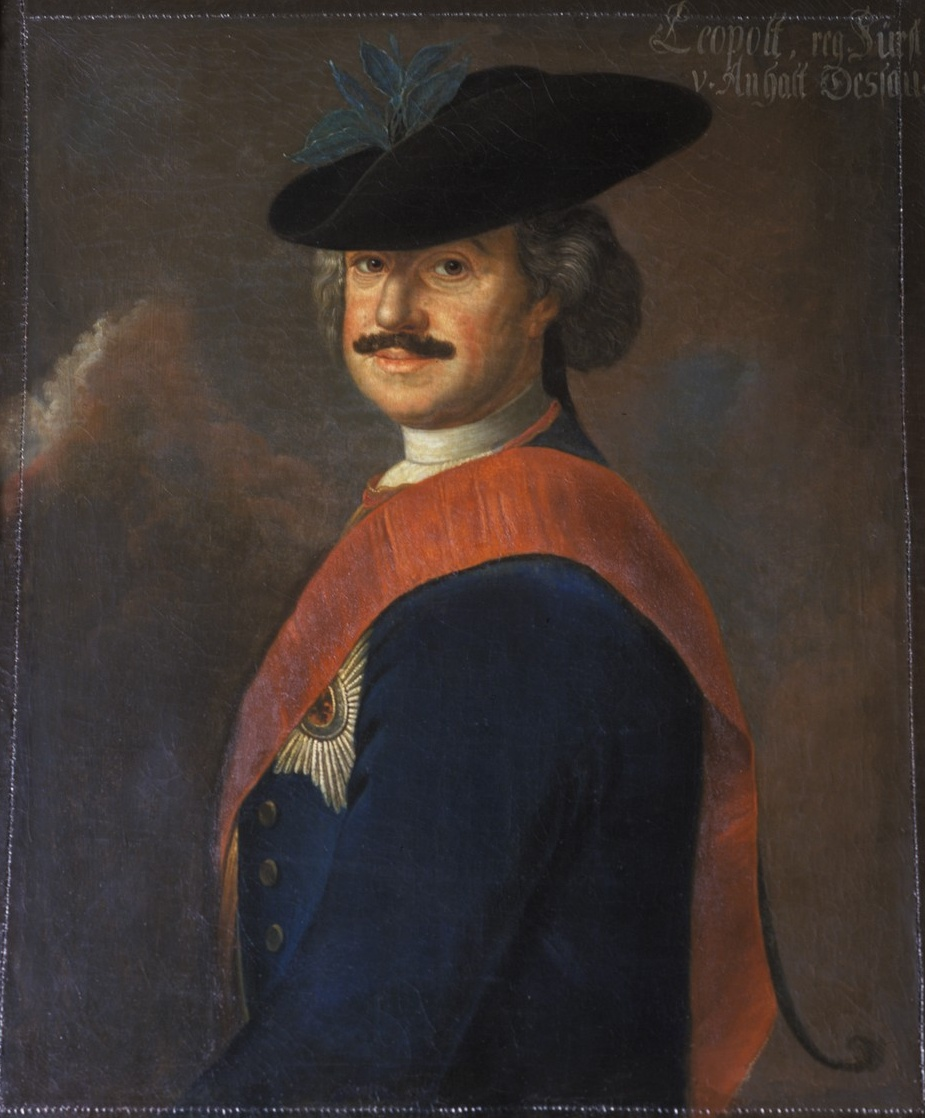
Leopold I von Anhalt-Dessau

Prințul Carol a fost forțat să abandoneze planul invadării Sileziei și s-a întors rapid să apere Saxonia. O a două armata prusacă condusă de Bătrânul Dessauer, Leopold I, prinț de Anhalt-Dessau, a avansat pe Elba din Magdeburg pentru a-l întâlni pe Rutowsky. Ultimul a luat o poziție puternică, în Kesselsdorf dintre Meissen și Dresden. Veteranul Leopold a atacat în direcția sa și fără ezitare pe 14 decembrie. Saxonii și aliații lor au fost învinși după o confruntare puternică în Bătălia de la Kesselsdorf. Maria Terezia a fost nevoită să abandoneze. 
Pe 25 decembrie 1745 a fost semnată pacea de la Dresda, recunoscând anexarea Sileziei de către Frederic, care îi recunoștea soțul ca împărat al Sfântului Imperiu Roman.  

### Campaniile din 1746-1748

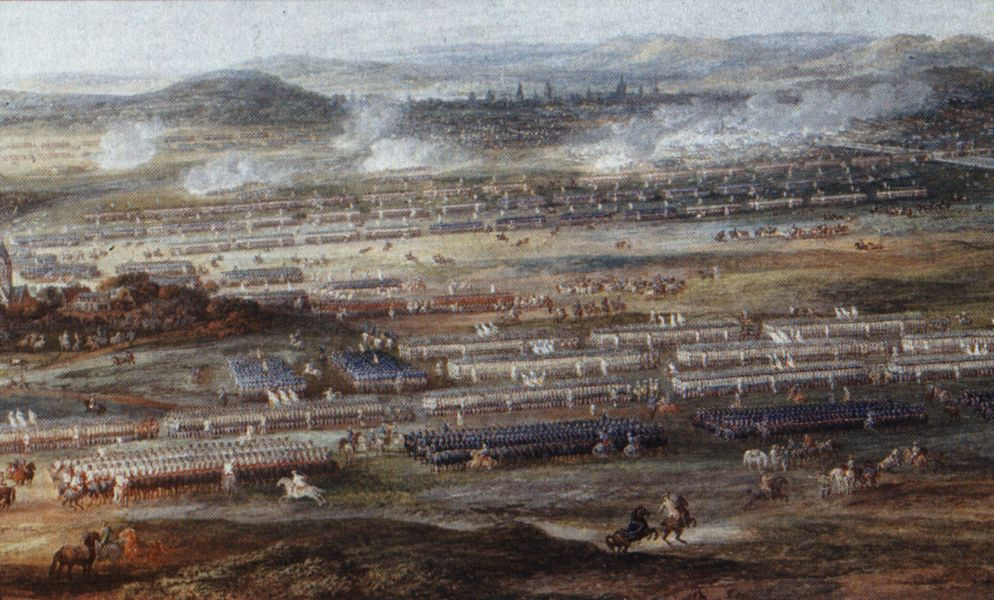
Batalia de la Roucoux

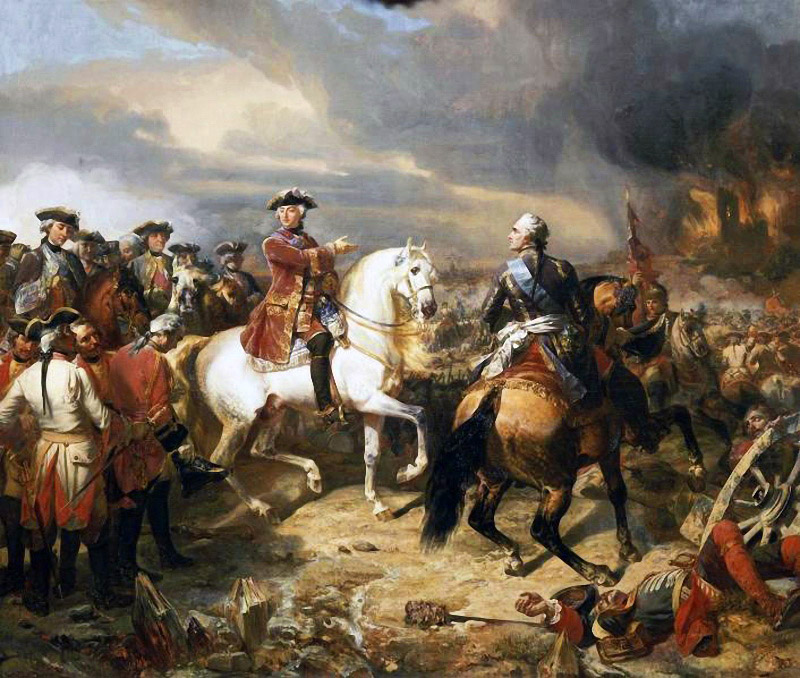
Batalia de la Lawfeld

Ultimele trei campanii în Provinciile Unite au fost coordonate de geniul militar al Mareșalului de Saxa. Retragerea britanică de pe continent pentru a reprima rebeliunea din Anglia a lăsat alianța fără sprijin. În 1746 olandezii și austriecii s-au retras pe liniile de la Meuse, și cele mai importante fortărețe au fost capturate de francezi în februarie 1746. Francezii și spaniolii au suferit o înfrângere în Bătălia de la Piacenza  pe 16 iunie. 
Pe 12 august 1746, francezii îi înving pe austrieci în Bătălia de la Rottofreddo. În septembrie, britanici au lansat un raid în Lorient pentru a iniția o diversiune pentru forțele aliate în Provinciile Aliate. Din Bătălia de la Roucoux de lângă Liege, de pe 11 octombrie , dintre forțele aliate ale lui Carol de Lorraine și francezii conduși de Saxa, a rezultat o victorie franceză. Provinciile Unite erau în pericol, și în aprilie 1747 armata lui Saxa a  cucerit Olanda habsburgică până la Meuse, captând atenția Provinciilor Unite. Pe 19 iunie 1747 Piedmont și Sardinia îi înving pe francezi în Bătălia de la Assietta.
Până în august s-a încercat încheierea păcii, dar cu puțin succes. Prințul de Orania, William al IV-lea și ducele de Cumberland au suferit o înfrângere la Lauffeld pe 2 iulie 1747 și Saxa, după victoria sa, a amplasat corpurile sub comanda mareșalului Lowendahl pentru a asedia Bergen op Zoom, ce s-a predat pe 7 mai 1748. În lunile aprilie-mai 1748, francezii au capturat Maastricht. O puternică armată rusă a venit să se alăture aliaților, dar era deja prea târziu.

## Războiul în spațiul extra-european

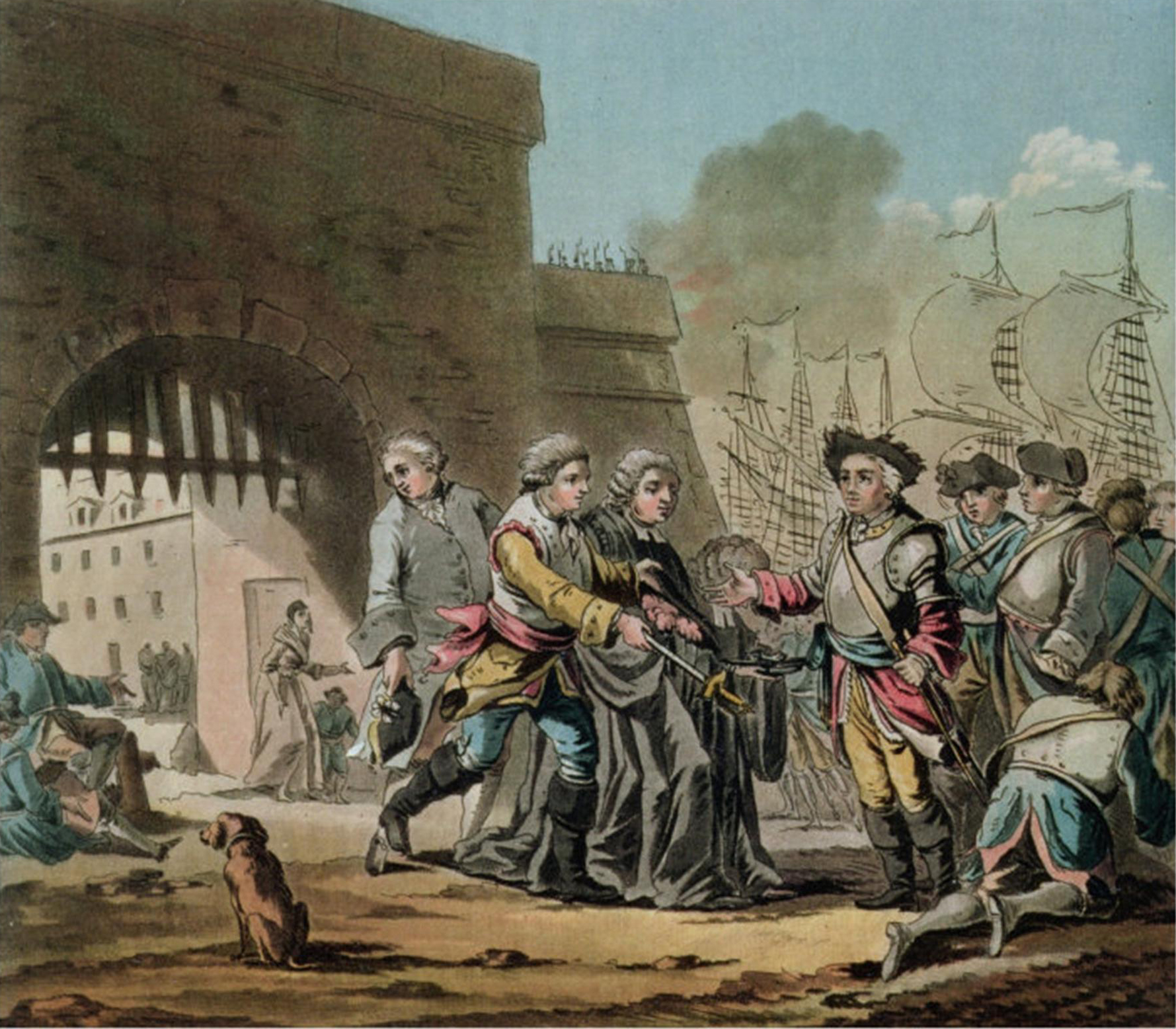
Capitularea orasului Madras
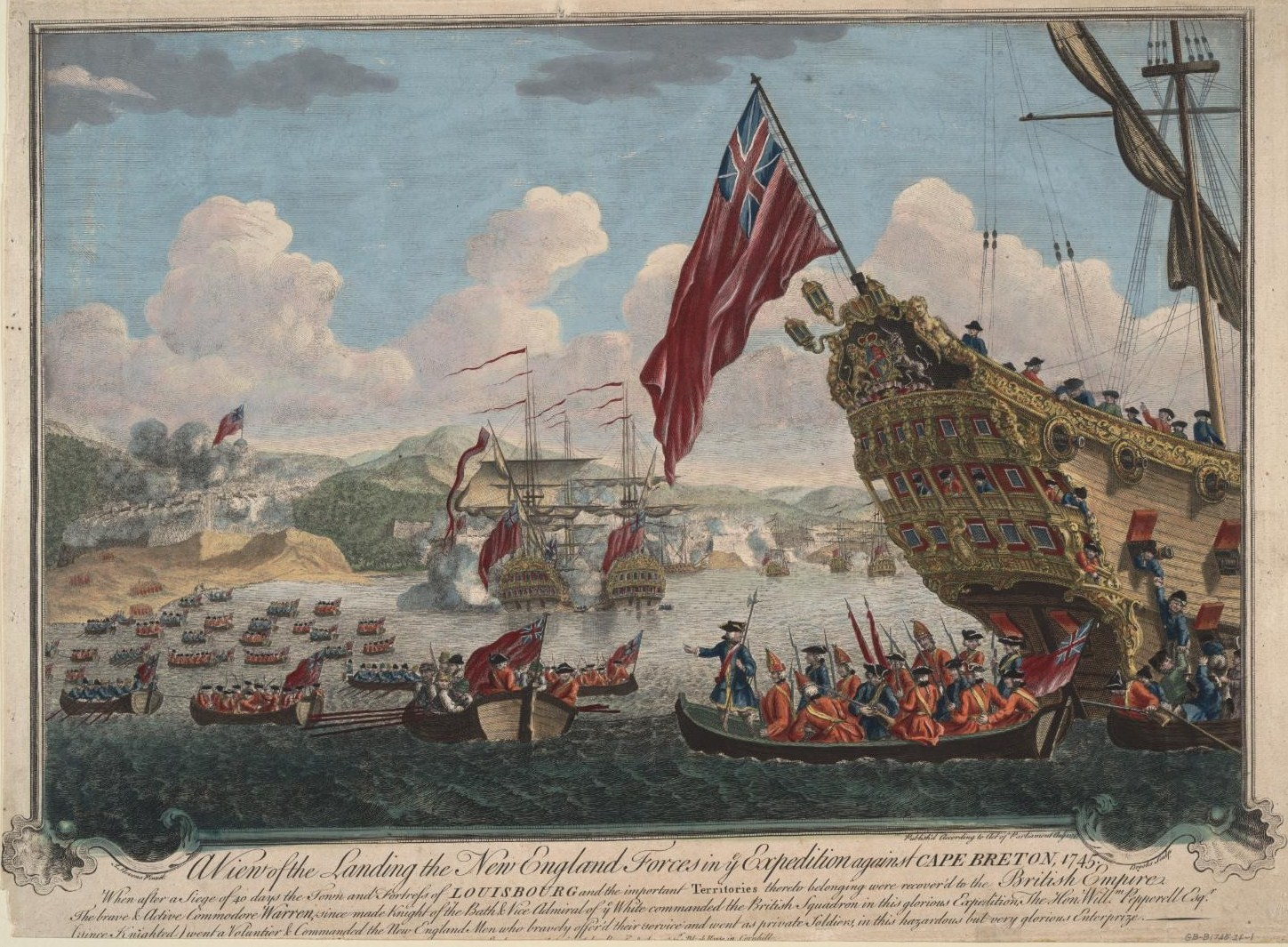
Debarcarea engleza la Cap Breton înainte de atacarea fortăreței Louisbourg
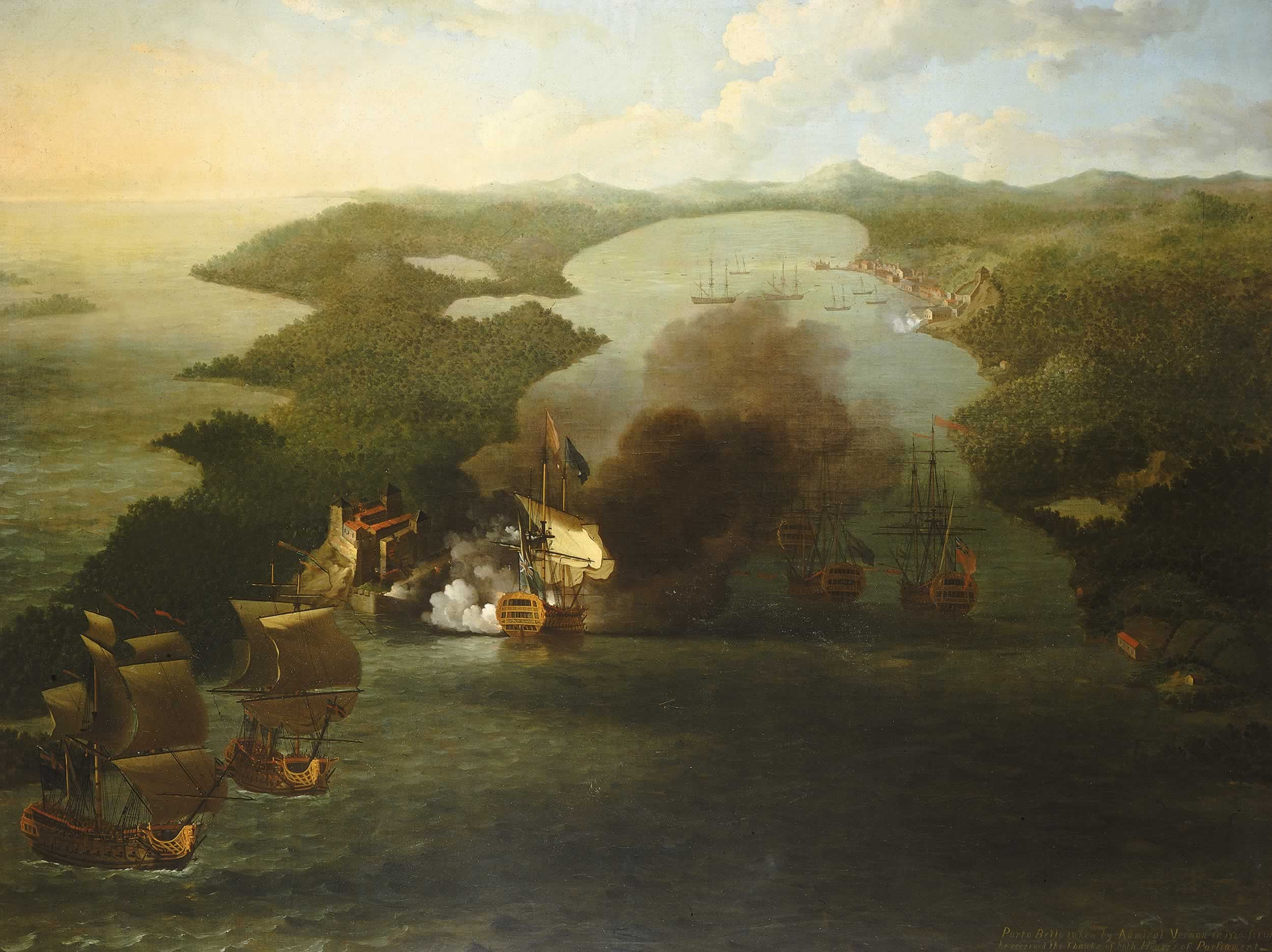
Capturarea Porto Bello

Razboiul s-a desfășurat în America de Nord și în India. Franța ocupă Canada și Louisiana. Spania avea cea mai mare întindere teritorială, din Noua Spanie, o arie teritorială ce cuprindea  Mexicul, California și spre Canada, iar în est, până în Florida.
În America de Nord conflictul anglo-francez era cunoscut ca Războiul regelui George al II-lea. Declarațiile oficiale de război s-au dat în mai 1744, fiind disputate frontierele dintre coloniile franceze și coloniile britanice. Francezii, sprijiniți de indieni nativi, desfășurau raiduri la scară mică împotriva britanicilor. Britanicii au organizat expediții împotriva coloniei Noua Franța. Britanicii au capturat Louisburg de pe Insula Capul Breton. Expediția franceză de recuperare a Louisburgului în 1746 a eșuat din cauza vremii nefavorabile, bolilor și morții comandantului. Louisburg a fost recuperat de francezi în cele din urmă stârnind furia coloniștilor britanici. 
Britanicii moșteneau India de la Compania Indiilor Orientale, deținând Madras, reușind să controleze cei mai mulți dintre principii indieni și să-i influențeze în interesele britanice. Bătălia s-a desfășurat între Compania Indiilor Orientale britanică și Compania Indiilor Orientale franceză ce deținea doar Pondicherry și Chandannagar. Francezii au reușit să obțină rezultate neașteptate capturând Madrasul.  
Au fost întreprinse și operațiuni navale în cadrul „Războiului pentru urechea lui Jenkins” dintre Marea Britanie și Spania care a durat din 1739 până în 1748. Războiul a avut că pretext urechea tăiată a lui Robert Jenkins, căpitanul unei nave comerciale britanice. Robert Jenkins, cu urechea sa mumificată în mâna, s-a prezentat în fața Parlamentului, reclamând că pe nava sa s-au urcat membri ai Gărzii de Coasta spaniole în 1731 care i-au tăiat urechea. Această declarație, pe fundalul mai multor provocări, au impulsionat Parlamentul britanic să declare război împotriva Imperiului spaniol, aparent pentru a încuraja pe spanioli să nu renege contractul lucrativ denumit Asiento ( permisiunea acordată altor țări de a vinde sclavi în America spaniolă). Scopul Angliei era acela de a se infiltra pe piețele spaniole comerciale din America.

## Sfârșitul războiului și urmările

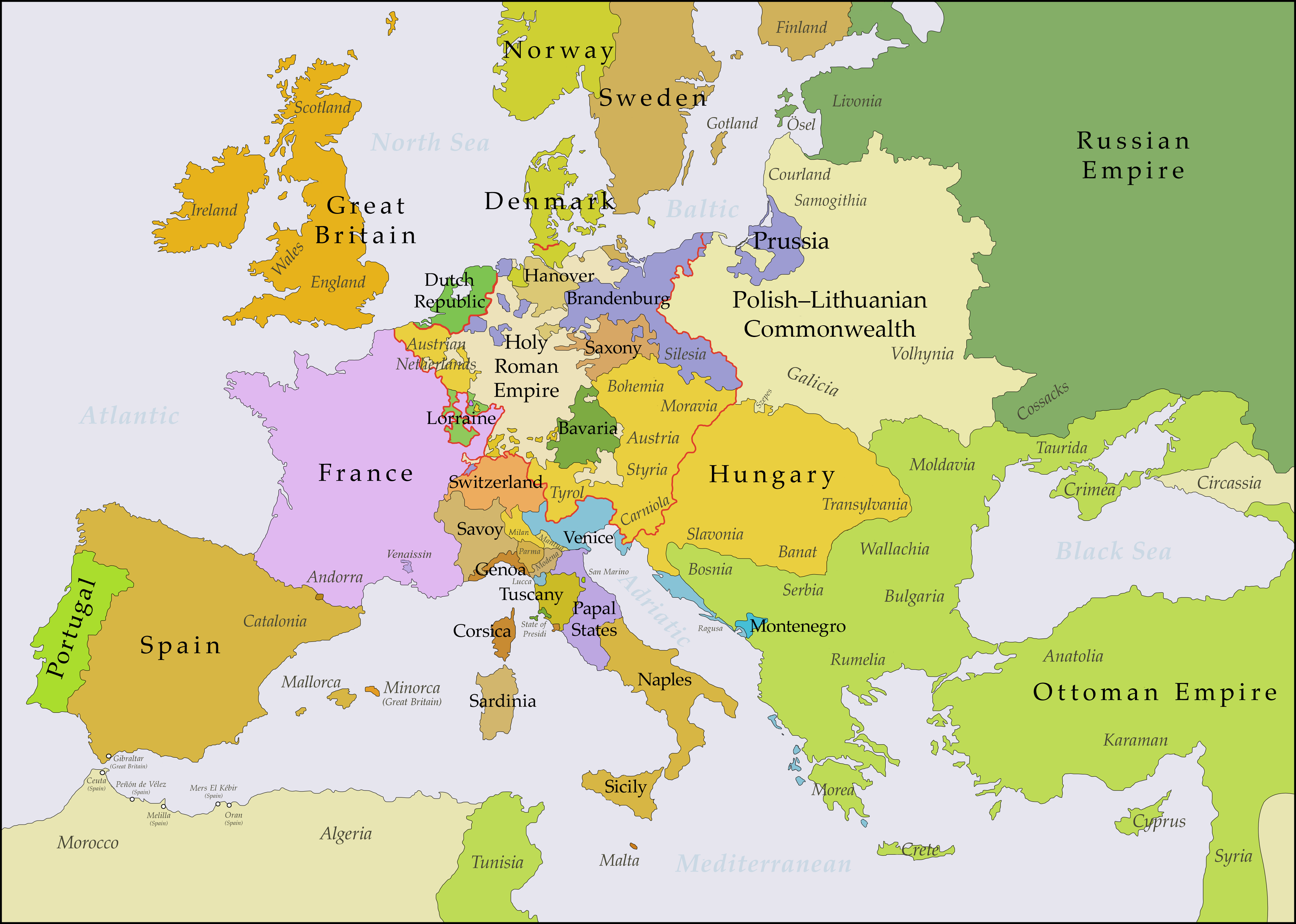
Europa in 1748

Pe 18 octombrie 1748 s-a încheiat Pacea de la Aix-la-Chapelle (Aachen), prin care Prusiei îi rămânea Silezia, iar Maria Terezia își avea domnia asigurată. Ludovic al XV-lea al Franței s-a dovedit a fi un arbitru și nu ca un cuceritor, dovedindu-se un adevărat cavaler atunci când a înapoiat teritoriile cucerite inamicilor învinși, spunând că „este regele Franței, nu un negustor”. Decizia s-a dovedit cam nepopulară, iar francezii au folosit ca  expresie   Bête comme la paix et Travailler pour le roi de Prusse pentru acest tratat. Până la urmă, Pacea de la Aix-la-Chapelle s-a dovedit a fi un armistițiu căci Războiul de Succesiune Austriacă avea să fie o premeditare a Războiului de Șapte Ani, un alt război în care se va disputa rivalitatea anglo-franceză.

## Tactici

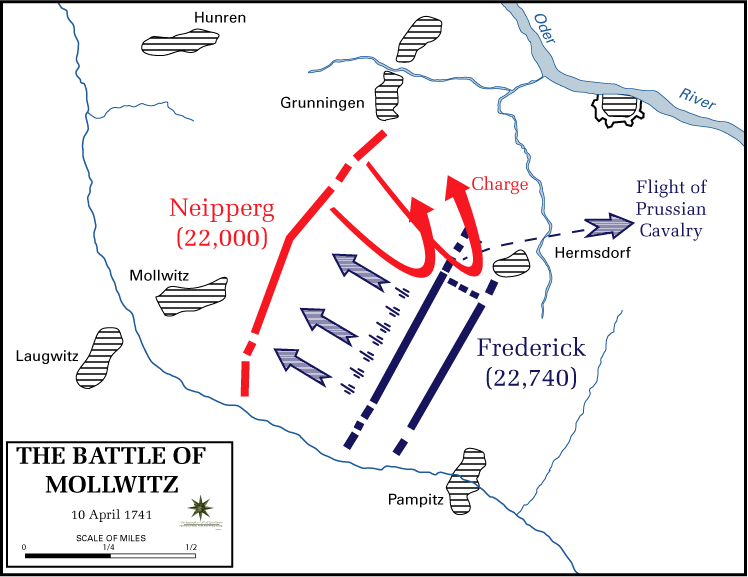
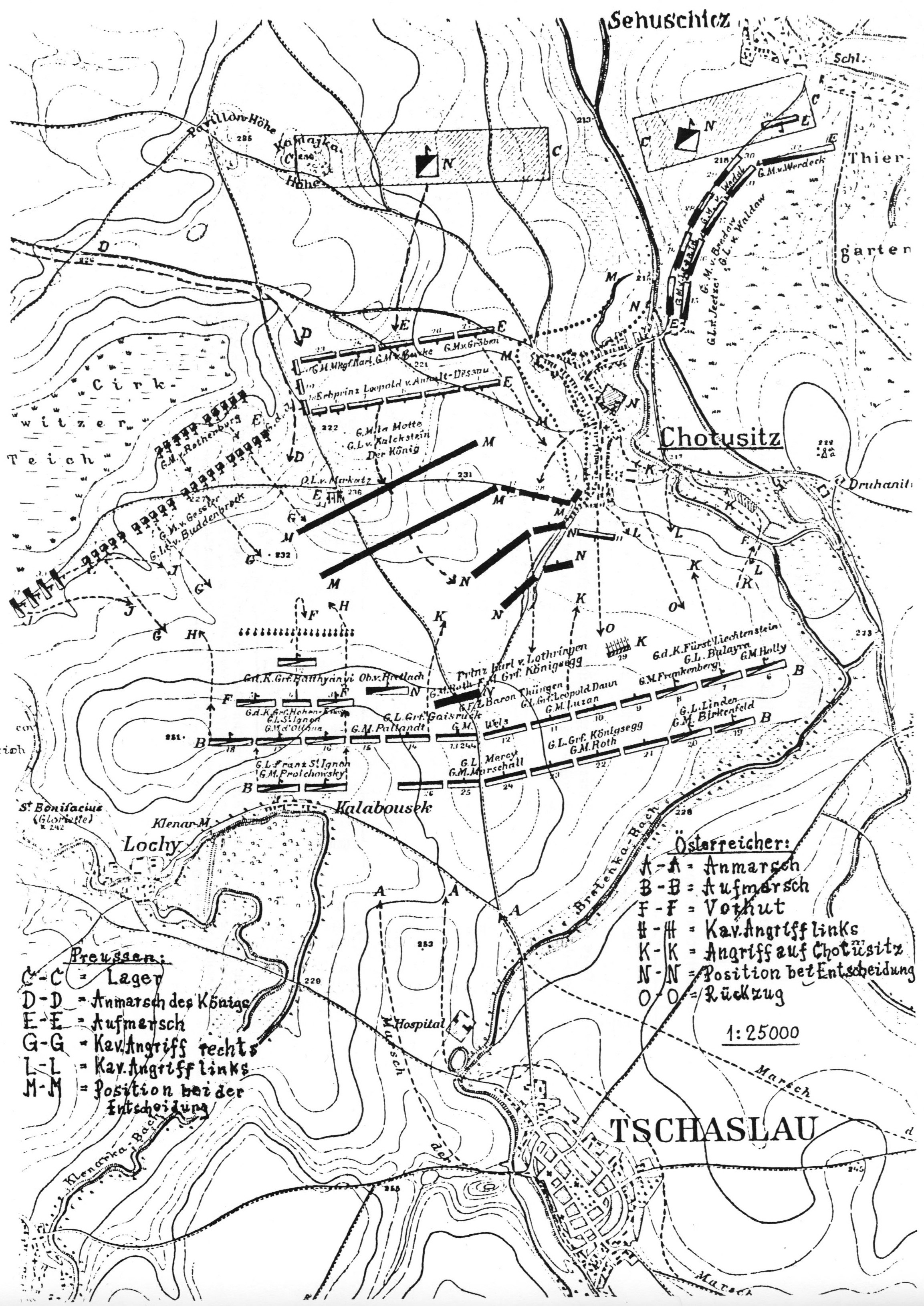
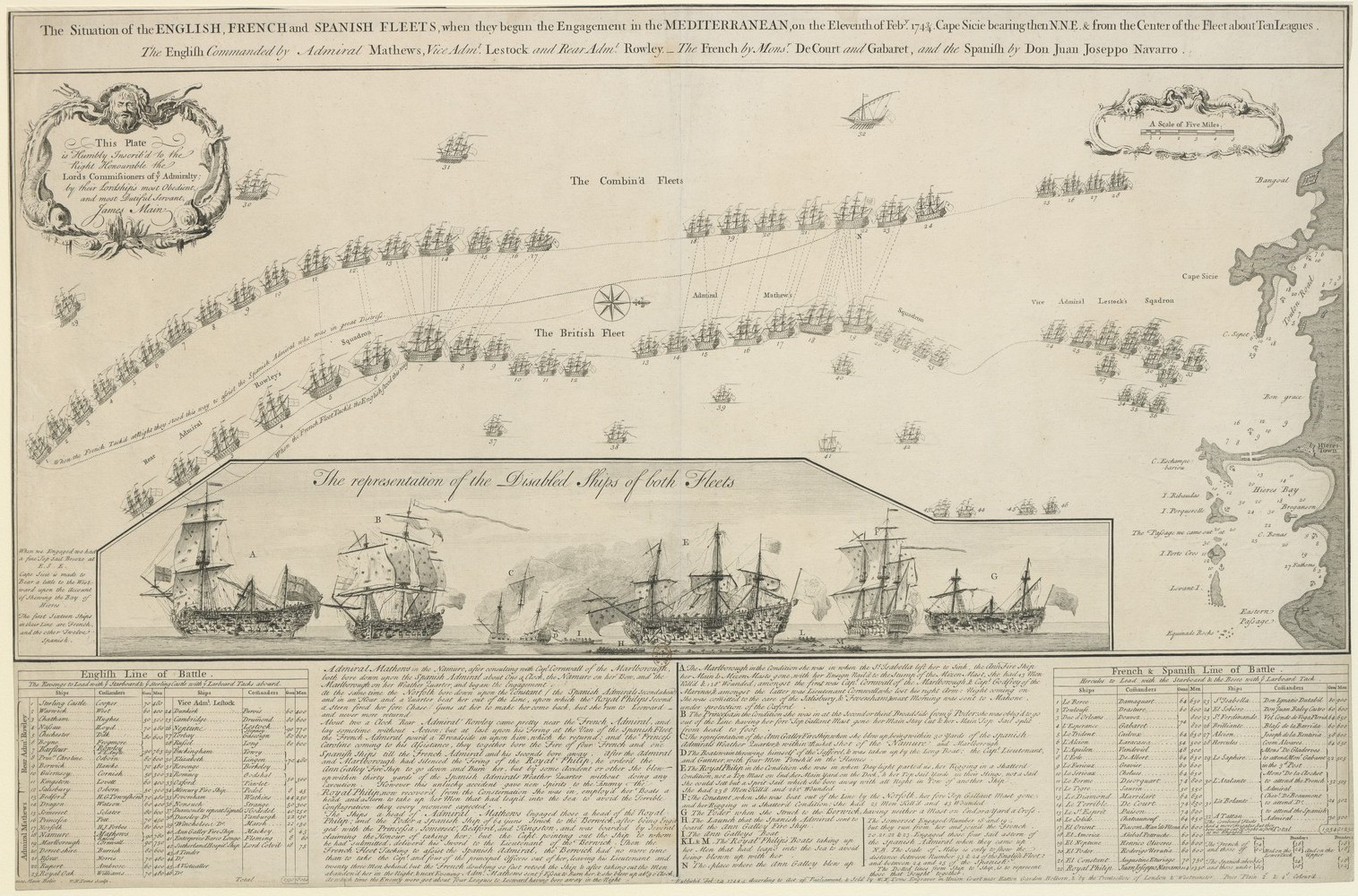
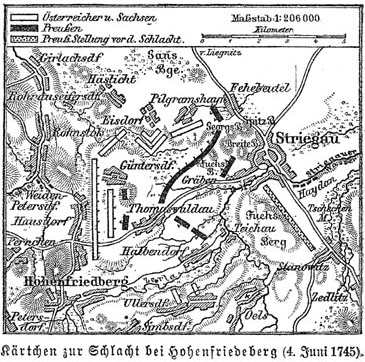
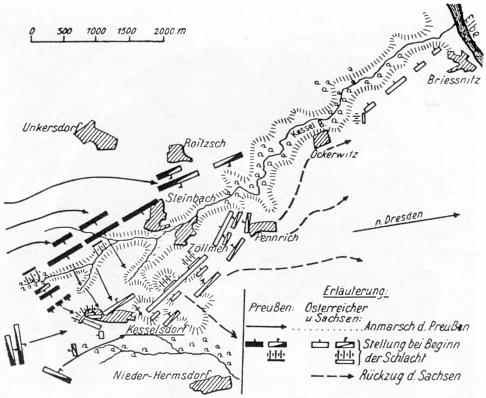
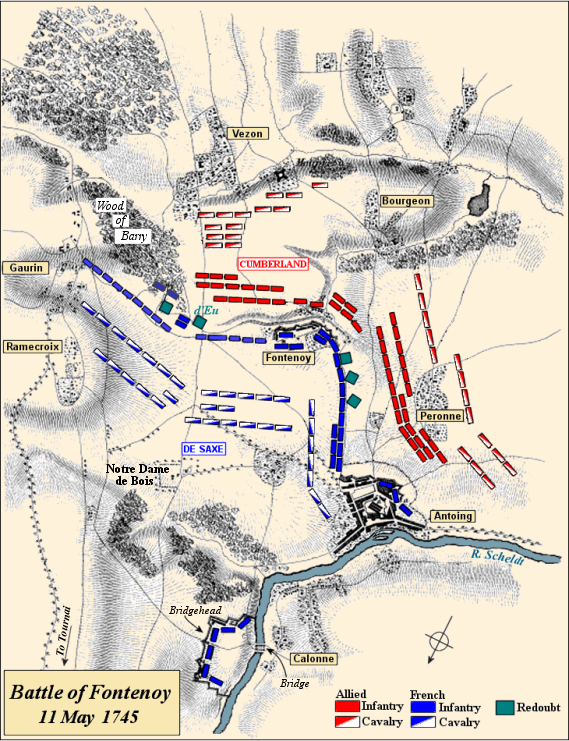

## Cronologie
1740
- 20 noiembrie: moare Carol al VI-lea al Sfântului Imperiu Roman de Națiune Germană și este succedat de Maria Terezia.
- Succesiunea la tronul imperial e disputată între:
  - Carol Albert Wittelsbach, principele elector al Bavariei
  - Filip al V-lea al Spaniei
  - Augustus al III-lea al Saxoniei și Poloniei
  - Frederic al II-lea al Prusiei - își dorea teritoriul austriac al Sileziei
- 16 decembrie: Frederic al II-lea pretinde Silezia și o invadează fiind un teritoriu bogat în minerale și cu potențial industrial.
- Frederic al II-la susține că o va sprijini pe Maria Terezia cu condiția cedării oficiale a Sileziei, însă aceasta refuză.

1741
- mai: Frederic intră în alianță cu: 
  - Franta
  - Spania
  - Bavaria - promite alegerea împăratului cu condiția unui ajutor dat pentru invadarea Vienei
  - Saxonia
- octombrie: Prusia accepta armistițiul în schimbul Sileziei
- noiembrie: armistitiul e rupt atunci când Franta, Saxonia și Bavaria au invadat Bohemia și au ocupat Praga
- Carol Albert de Bavaria este ales împărat romano-german sub numele Carol al VII-lea.
- Maria Terezia blocheaza armistiul
- maghiarii sunt dispuși să o sprijine în schimbul obținerii autonomiei
- Marea Britanie acordă subsidii

1742
- ianuarie: trupele austriece invadează Bavaria, ocupă din nou Praga și capturează orașul München
- iunie: Tratatul de la Breslau-incheierea armistitiului
- iulie: Tratatul de la Berlin - încheierea Primului Razboi Silezian
- * Austria și Prusia au incheiat pacea
- * Austria cedează oficial Silezia către Prusia

1743
- Saxonia se aliază cu Austria
- Marea Britanie, Austria și Hanovra înving Franta în Bătălia de la Dettingen

1744
- Prusia a invadat Bohemia, dar este respinsa de Austria si Saxonia
- martie-aprilie: Ludovic al XV-lea declara razboi Marii Britanii si Austriei
- Franta si Spania inving flota britanica la Toulon

1745
- Carol al VII-lea moare, Austria invadeaza Bavaria
- 11 mai: Franta invinge Marea Britanie, Austria și Olanda la Fontenoy
- George al II-lea al Marii Britanii caută pacea și inițiază Convenția Hanovrei
- Marea Britanie se retrage din razboi
- 25 decembrie: Tratatul de la Dresda - Prusia acceptă să-l recunoască pe Francisc I ca împărat romano-german în schimbul cedării oficiale a Sileziei
- Razboiul continuă în Italia, Țările de Jos și America

1746
- Austria respinge Spania și Franța în nordul Italiei

1748
- Maria Terezia încheie o alianță cu Rusia
- 18 octombrie: Tratatul de la Aix-la-Chapelle este semnat, restaurând status quo-ul
- * Prusia obține Silezia, devenind o putere semnificativă în Europa
- * Pragmatica Sancțiune este confirmată